# Războiul polono-sovietic
Războiul polono-sovietic (februarie 1919 – martie 1921) — în limba poloneză denumit și wojna bolszewicka („Războiul bolșevic”) — a fost un conflict care a opus RSFS Rusă pe de-o parte și a Doua Republică Poloneză și Republica Populară Ucraineană pe de altă parte pentru controlul teritoriilor care corespund în mare în zilele noastre Ucrainei și Belarusului. A fost urmarea operațiunii bolșevice cunoscute ca „Obiectiv-Vistula” pentru ocuparea teritoriilor abandonate de armatele germane din așa numita regiune Ober-Ost în urma retragerii de la sfârșitul primei conflagrații mondiale.
Józef Piłsudski, șeful de stat al renăscutei Polonii, a considerat că sosise momentul pentru extinderea granițelor țării cât mai departe spre est. Această acțiune ar fi trebuit să fie urmată de crearea unei federații a statelor central și est-europene „Międzymorze”, în care Polonia să aibă un rol conducător. Federația trebuia să asigure securitatea noilor state europene împotriva imperialismului renăscut german și rus. 
În acest timp, Vladimir Ilici Lenin considera că Polonia nu este decât o piedică în calea asigurării ajutorului bolșevic pentru partidele comuniste europene dornice să declanșeze revoluții proletare.
Până în 1919, forțele poloneze cuceriseră controlul asupra celei mai mari părți a Ucrainei apusene după victoriile repurtate în războiul polono-ucrainean. Efemerul stat vest-ucrainean condus de Evghen Petrușivici nu a putut rezista într-o regiune revendicată atât de polonezi cât și de ucraineni. În paralel, în regiunea fostului Imperiu Rus locuită de ucraineni, Simon Petliura a încercat să apere statalitatea Republicii Populare Ucrainene. În acest timp, bolșevicii câștigau bătălii importante în cadrul războiului civil și au început să își îndrepte atenția către apus. În acest context, forțele lui Petliura au fost obligate să se retragă în fața atacurilor Armatei Roșii, păstrând controlul doar asupra unui teritoriu restrâns în Podolia. Spre sfârșitul anului 1919 s-a format un front clar după ce Petliura a decis să se alieze cu Piłsudski împotriva dușmanului comun. Ciocnirile de frontieră au degenerat într-un adevărat război odată cu declanșarea de către polonezi a unui atac de amploare în interiorul teritoriului ucrainean în aprilie 1920. Contraatacul bolșevic a respins armatele poloneze spre vest, până în fața capitalei Varșovia. În acest timp, liderii naționaliștilor ucraineni în frunte cu Petliura au fugit în Europa Occidentală. Capitalele occidentale au început să fie tot mai preocupate de o posibilă victorie rusă, care ar fi făcut posibil marșul victorios al Armatei Roșii în Germania. Pentru ajutorarea Poloniei a fost înființată Comisia interaliată în Polonia, o misiune diplomatică creată la inițiativa premierului britanic David Lloyd George.
Victoria rușilor la Varșovia părea un lucru cert dar, pe 13–25 august 1920, polonezii au câștigat o victorie neașteptată – „Miracolul de pe Vistula”. Acest succes a schimbat cursul războiului. În fața impetuoasei înaintări poloneze, sovietele au cerut o încetare a focului în octombrie 1920.
Tratatul care avea să pună capăt în mod oficial războiului a fost semnat la Riga, pe 18 martie 1921. Pacea de la Riga a împărțit teritoriul disputat între Polonia și Rusia Sovietică.

## Diferite nume sub care este cunoscut războiul. Data de începere a luptelor
Războiul este cunoscut sub mai multe nume. „Războiul polono-sovietic” este poate cel mai des întâlnit, dar poate produce confuzii, de vreme ce adjectivul „sovietic” este de obicei folosit în legătură cu Uniunea Sovietică, care, spre deosebire de Rusia Sovietică, nu a existat în mod oficial până în decembrie 1922. Se mai folosesc și alte denumiri: „Războiul ruso-polonez [sau Războiul polono-rus] din 1919-1921” (pentru a-l diferenția de alte războaie polono ruse) și „Războiul polono-bolșevic”. Literatura de specialitate poloneză denumește acest al doilea conflict „Războiul bolșevic” (Wojna bolszewicka). Autorii polonezi mai denumesc acest război și „Războiul din 1920” (Wojna 1920 roku).
În unele lucrări istorice poloneze se mai folosește și denumirea „Războiul din 1920” (în poloneză Wojna 1920 roku), în timp ce unii istorici sovietici au folosit denumirea „Războiul împotriva Poloniei Albe”, pentru ca alții să considere această conflagrație ca parte a „Războiului împotriva intervenției străine” sau a războiului civil. Documentele rusești ale vremii menționau simplu conflictul drept „Frontul polonez” (Польским фронтом).
Există anumite controverse legate de data de început a războiului. Articolul din Encyclopædia Britannica folosește perioada de timp 1919–1920, dar subliniază că „Deși au existat ostilități între cele două țări în cursul anului 1919, conflictul a început când șeful statului polonez Józef Pilsudski a format o alianță cu liderul naționalist ucrainean Simon Petliura (21 aprilie 1920), iar forțele lor combinate au început să cotropească Ucraina, ocupând Kievul pe 7 mai.” „Internetowa encyklopedia PWN” pe de altă parte, dar și unii cercetători occidentali precum Norman Davies consideră că anul 1919 este anul de început al războiului. Data la care s-a încheiat războiul este considerată ca fiind 1920 sau 1921. Dacă în toamna anului 1920 a fost semnată o încetare a focului, tratatul de pace de la Riga a fost semnat anul următor, în martie.
Este adevărat că evenimentele din 1919 pot fi descrise drept conflicte de frontieră și doar la începutul anului 1920 amândouă părțile și-au dat seama că sunt de fapt angajate într-un război în toată regula. Totuși, evenimentele care au avut loc în 1919 sunt o parte esențială a războiului care avea să înceapă anul următor. Concluzia ar fi că evenimentele din 1920 sunt doar o consecință logică, deși nu neapărat previzibilă, a preludiului din 1919.

## Preludiu

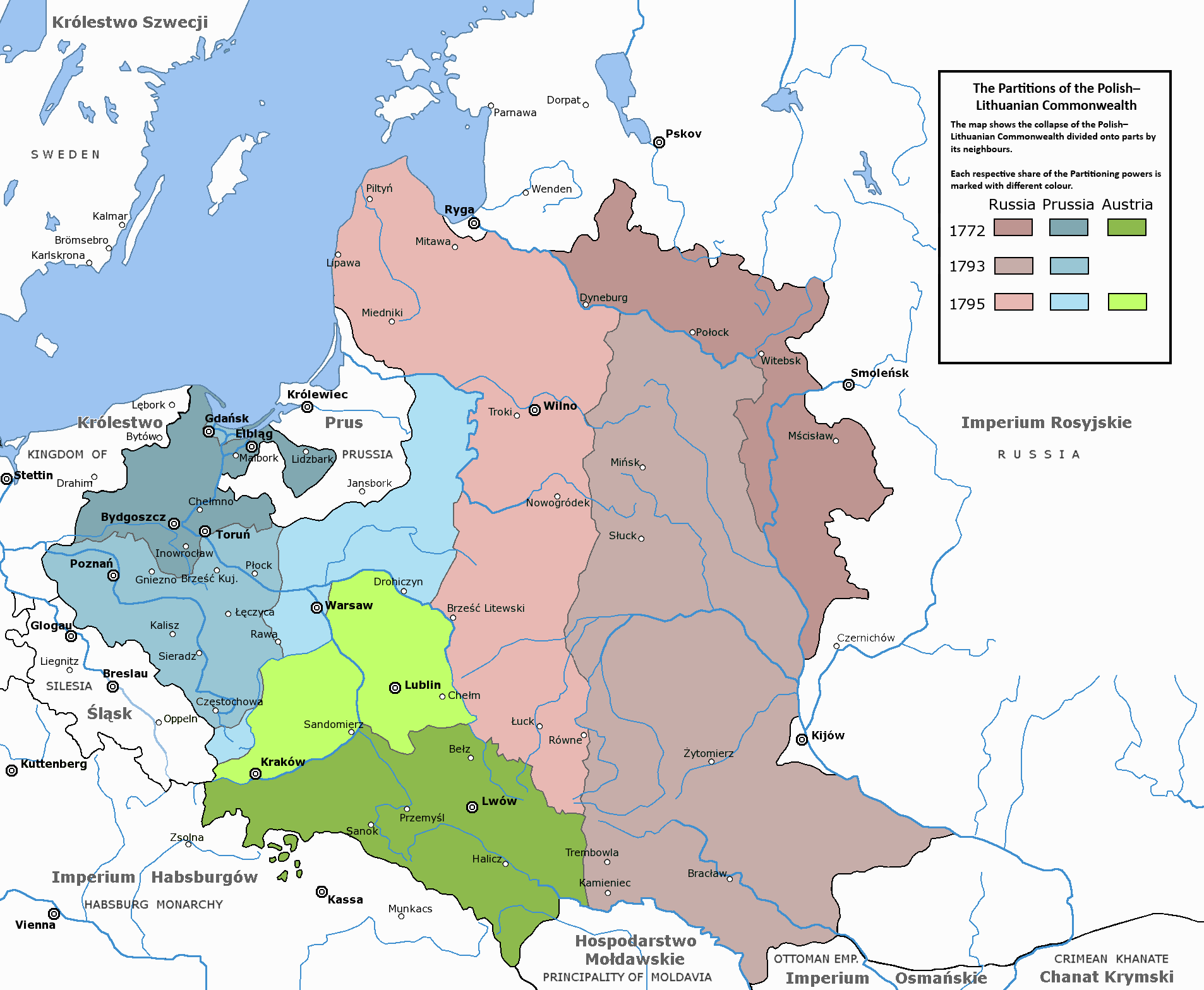
Împărțirea Poloniei din 1795. Suprafațele colorate reprezintă teritoriul Uniunii polono-lituaniene în perioada de maximă putere. Teritoriile colorate cu albastru închis au fost luate de Regatul Prusiei, cele cu verde de Austro-Ungaria, iar cele cu roșu de Imperiul Rus.

Regiunea în care s-au desfășurat luptele este aproximativ cea a Ucrainei și Belarusului contemporan. Până la mijlocul secolului al XIV-lea, această regiune era partea a statului medieval Rusia Kieveană. După o serie de războaie distrugătoare și invazia mongolă din 1240, aceste teritorii au devenit ținta expansiunii Regatului Poloniei și a Marelui Ducat al Lituaniei. În prima jumătate a secolului al XIV-lea, Kievul și regiunea dintre râurile Nipru, Prîpeat și Dvina au fost cucerite de Lituania. În 1352, Polonia și Lituania au împărțit între ele Cnezatul Galiției-Volînia. Prin Uniunea de la Lublin din 1569, o parte a teritoriilor lituaniene din Ucraina au trecut în stăpânirea coroanei Poloniei. Între 1772 și 1795, cea mai mare parte a teritoriilor locuite de slavilor de răsărit a trecut sub stăpânirea Imperiului Rus în cursul a ceea ce este cunoscut ca procesul de partiționare a Poloniei. După Congresul de la Viena din 1814–1815, cea mai mare parte a Ducatului Varșoviei a fost transferat sub controlul Rusiei.
În 1918, odată cu sfârșitul Primului Război Mondial, harta Europei Centrale și Răsăritene s-a modificat în mod drastic. Cum înfrângerea Germaniei a distrus planurile ei de creare a statelor marionetă din Mitteleuropa  și cum Rusia se afunda în vâltorile războiului civil, noile state apărute pe ruinele imperiilor au văzut o șansă reală de obținere și consolidare a propriei independențe, de cele mai multe ori prin luptă. Pe de altă parte, rușii considerau toate aceste teritorii ca fiind provincii rebele rusești, vitale pentru securitatea lor, dar nu au fost capabili să reacționeze corespunzător, în condițiile în care Rusia era slăbită și în plin proces de constituire a Uniunii Sovietice prin revoluție și război civil. Conferința de Pace de la Paris din 1919 nu a rezolvat în mod clar problema frontierei răsăritene a Poloniei și a considerat Linia Curzon doar o graniță temporară, a cărei trasare a fost motivată de existența unei „indiscutabile majorități etnice poloneze”. Participanții nu au reușit să găsească o soluție negociată la revendicările teritoriale divergente.
În același timp, odată cu succesul Marii Revolte poloneze din 1918, Polonia și-a recucerit independența pe care o pierduse în 1795 odată cu a treia împărțire. După 123 de ani de stăpânire străină, (rusească, germană și austro-ungară), a fost proclamată a Doua Republică Poloneză. O bună parte a teritoriilor noului stat polonez a fost pentru o lungă perioadă de timp obiectul conflictelor dintre Polonia și Rusia. 

Noul stat polonez în martie 1919

Polonia nu era singura țară care se folosise de șansa dispariției marilor imperii la sfârșitul Primului Război Mondial. Odată cu prăbușirea Imperiului Rus și cu dispariția autorităților militare de ocupație, practice toate noile state apărute fost implicate în conflicte pentru desenarea frontierelor. Regatul României a luptat cu Republica Ungară și cu Ungaria Sfaturilor pentru Transilvania, Regatul Iugoslaviei cu Italia pentru regiunea Fiume, Polonia cu Cehoslovacia pentru o parte a Sileziei, cu Germania pentru Poznań și cu ucrainenii pentru Galiția. Ucrainenii, lituanienii, letonii, estonii și belarușii au luptat între ei și cu rușii pentru consolidarea independenței. În această perioadă, comunismul și-a întărit influența în Europa și a dus la izbucnirea unor revoluții în Munchen, Berlin, Budapesta și  Prešov (Slovacia). Winston Churchill avea să comenteze: „Războiul giganților s-a încheiat, războiul pigmeilor a început”. Toate aceste conflicte, cu excepția celui polono-sovietic, au fost războaie de scurtă durată
Războiul dintre polonezi și ruși a izbucnit mai degrabă din întâmplare, deoarece se pare că nimeni din Rusia Bolșevică sau din Republica Poloneză nu plănuise în mod deliberat declanșarea unui conflict armat. Polonia, al cărei teritoriu fusese unul dintre cele mai importante câmpuri de luptă ale primei conflagrații mondiale, era instabilă din punct de vedere politic. Polonezii câștigaseră după un război costisitor luptele cu Republica Populară a Ucrainei Apusene și era angajată deja în noi conflicte cu Germania (Insurecțiile din Silezia) și cu Cehoslovacia. Rusia revoluționară luptă în acel timp pentru respingerea contrarevoluției „Albilor” și intervenției puterilor aliate. Dacă primele ciocniri de frontieră dintre polonezi și ruși au avut loc în februarie 1919, a trecut aproape un an până când cele două tabere au fost angajate într-un război adevărat.

Liderul sovietic, Vladimir Ilici Lenin

Încă de la sfârșitul anului 1919, șeful noului guvern bolșevic, Vladimir Ilici Lenin, încurajat de victoriile Armatei Roșii din războiul civil împotriva contrarevoluției Albilor anticomuniști și a aliaților lor occidentali, a început să privească la viitorul revoluției cu un optimism sporit. Bolșevicii au proclamat necesitatea instaurării dictaturii proletariatului și au început agitația politică pentru declanșarea unei revoluții mondiale. Bolșevicii își declaraseră clar intenția de legare a revoluției ruse cu o mult-așteptată revoluție germană și de sprijinire a mișcărilor comuniste din Europa Occidentală. Polonia nu era decât un culoar geografic pe care Armata Roșie trebuia să îl străbată pentru ca să asigure sprijin militar revoluționarilor europeni.
Lenin a dorit să recâștige controlul asupra teritoriilor pe care Rusia le cedase prin Tratatul de la Brest-Litovsk, să își infiltreze agenții în regiunile de frontieră, să sprijine formarea unor guverne locale sovietice în aceste zone și mai apoi în întreaga Polonie și, în cele din urmă, să ajungă în Germania, unde el se aștepta ca să izbucnească revoluția socialistă. Lenin era convins că Rusia Sovietică nu putea supraviețui fără sprijinul unei Germanii Socialiste. La sfârșitul verii anului 1919, sovieticii au reușit să obțină controlul asupra celei mai mari părți a Ucrainei, alungându-i pe membrii Directoratului Ucrainei din Kiev. La începutul aceluiași an, bolșevicii reușiseră să înființeze Republica Sovietică Socialistă Lituano-Bielorusă (Litbel). Guvernul Litbel a reușit să devină rapid foarte nepopular datorită terorii politice și a rechizițiilor de alimente și bunuri pentru armată.
Din punct de vedere oficial, guvernul sovietic a negat existența oricărui plan pentru invadarea Europei.
Odată cu victoriile obținute în conflict, în special după respingerea ofensivei poloneze în fața Kievului în 1920, liderii sovietici, inclusiv Lenin, au început să considere războiul ca pe o șansă reală de propagare a revoluției spre vest. Istoricul Richard Pipes afirmă că mai înainte de respingerea ofensivei poloneze de la Kiev, sovieticii pregăteau propria lor lovitură împotriva Poloniei.

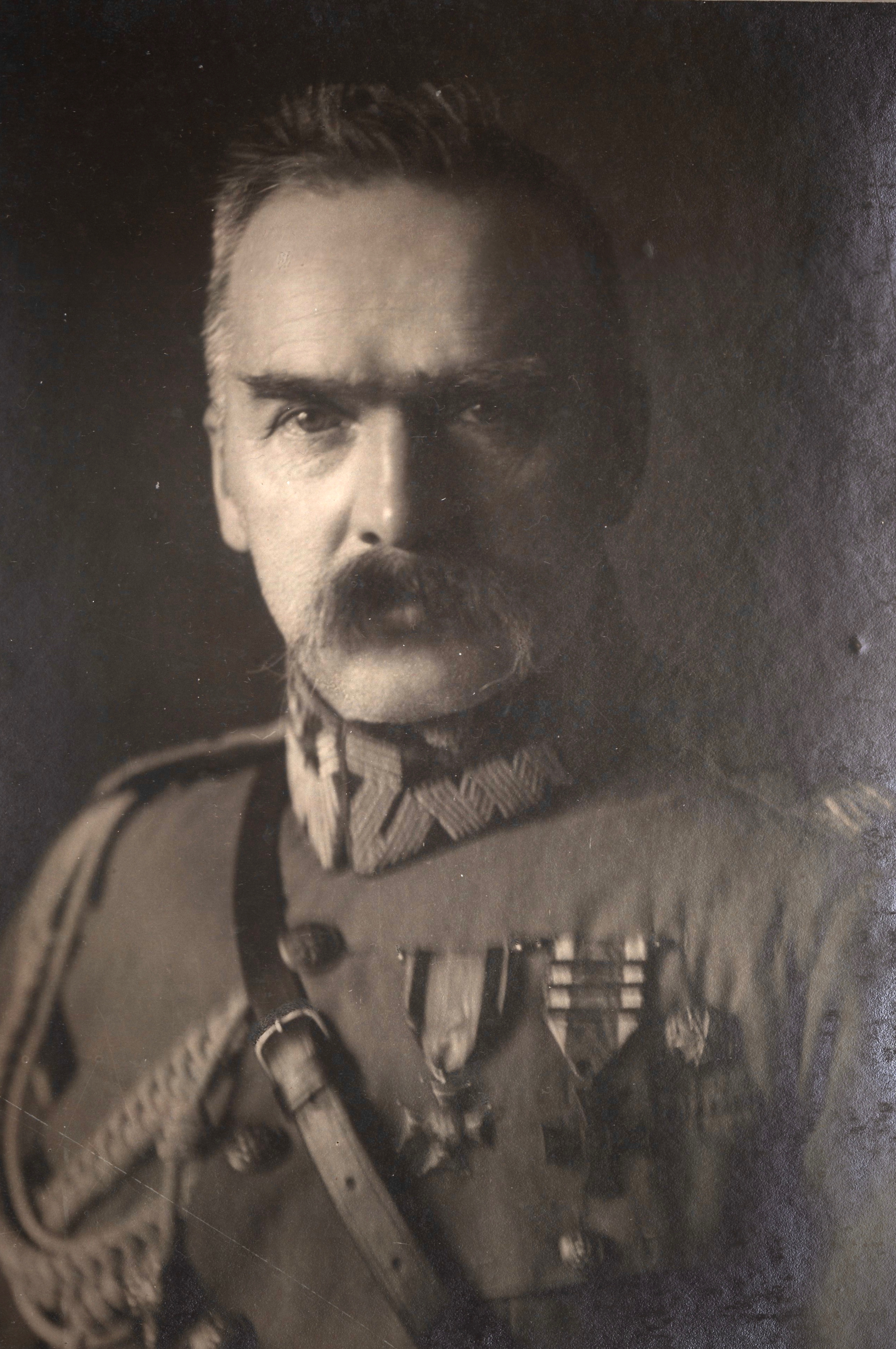
Mareșalul Poloniei (martie 1920) Józef Piłsudski.

Mai înainte de izbucnirea războiului polono-sovietic, politica poloneză s-a aflat sub puternica influență a șefului de stat (Naczelnik Państwa) Józef Piłsudski. Piłsudski dorea distrugerea Imperiului Rus (sau a succesorului acestuia) și crearea unei „Federații Międzymorze”, în frunte cu Polonia, care să reunească statele independente Polonia, Lituania și Ucraina plus alte alte țări apărute în Europa Centrală și Răsăriteană după prăbușirea imperiilor la sfârșitul războiului mondial. Piłsudski considera că un asemenea stat ar fi fost suficient de puternic pentru ca să reziste oricăror intenții imperialiste ale Germaniei sau Rusiei. El afirma că „nu poate să existe o Polonie independentă fără o Ucraină independentă”, dar este posibil ca să fi fost mai interesat de despărțirea Ucrainei de Rusia decât de independența reală a Kievului. El nu a avut nicio reținere să se folosească de forța armelor ca să extindă teritoriul Poloniei prin cucerirea Galiției și Volîniei, zdrobind încercarea ucrainenilor de a-și crea un stat național la est de Bug, o regiune unde exista o minoritate poloneză importantă. În această regiune disputată de cele două tabere se aflau orașe precum Lwówul, cu majoritate poloneză, dar înconjurat de regiuni rurale cu majoritate ucraineană. Vorbind despre viitoarele frontiere ale Poloniei, Piłsudski a spus: „Tot ceea ce putem obține în vest depinde de Antanta – în limitele în care vrea să comprime Germania”, în vreme ce în est „există uși care se deschid și se închid și depinde de ce forțe le forțează deschiderea și până unde.” În condițiile haosului de la sfârșitul războiului mondial, forțele poloneze au căutat să își extindă controlul cât mai mult posibil. Pe de altă parte, Polonia nu avea nicio intenție să se alăture intervenției occidentale în Războiul Civil Rus sau să cucerească teritorii rusești.
Piłsudski a afirmat:
| “ | Restrânsă la limitele din secolul al XVI-lea, izolată de Marea Neagră și de Marea Baltică, lipsită de terenurile și de bogățiile minerale de la sud și sud-est, Rusia ar putea să își schimbe statusul în cel al unei puteri de rangul al doilea. Polonia, ca cel mai mare și puternic dintre noile state, ar putea să stabilească cu ușurință o sferă de influență care să se întindă din Finlanda până în Caucaz. | ” |

Mai înainte de izbucnirea războiului polono-sovietic, Jan Kowalewski, un poliglot și criptograf amator, a reușit să spargă codurile și cifrurile armatelor Republicii Populare a Ucrainenei Apusene și a Armatei Albe a lui Anton Denikin. Ca urmare, în iulie 1919, Kowalewski a fost transferat la Varșovia, unde fost numit șeful departamentului de informații radio a Marelui Stat Major polonez. În următoarele două luni, el a format o echipă de matematicieni de la Universitățile din Varșovia și Liov, (printre care Stanisław Leśniewski, Stefan Mazurkiewicz și Wacław Sierpiński), care a avut ca sarcină spargere cifrului rus. Piłsudski a primit de la Departamentul lui Kowalewski informații decodificate care demonstrau că propunerile sovietice de pace făcute Poloniei în 1919 erau false și că, în realitate, sovieticii se pregăteau pentru declanșarea unui nou război concentrând forțe importante la Borisov. Pilsudski a decis să ignore propunerile sovietice și a semnat o alianță cu Simon Petliura pentru pregătirea Ofensivei Kiev. În timpul războiului, decriptarea comunicațiilor radio ale Armatei Roșii a permis comandanților polonezi să își folosească în mod eficient trupele împotriva rușilor, câștigând numeroase lupte, cea mai importantă dintre ele fiind Bătălia de la Varșovia din 1920. Această stare de fapt a început să se schimbe la sfârșitul anului 1919, când liderul noului guvern comunist rus, Vladimir Ilici Lenin, a căpătat o stare de spirit exagerat de optimistă, datorată victoriilor Armatei Roșii în luptele cu albii anticomuniști și cu aliații lor occidentali. Bolșevicii erau ghidați de postulatul conform căruia procesele istorice aveau să ducă în scurtă vreme la dictatura proletariatului în întreaga lume și dispariția statului și națiunilor va duce în cele din urmă la o lume comunistă pe întreg Pământul. Imboldul principal al bolșevicilor era intenția declarată de a lega revoluția din Rusia de așteptata revoluție germană. Lenin vedea Polonia ca pe un pod pe care Armata Roșie trebuia să-l traverseze pentru a lega cele două revoluții și pentru a da sprijin altor mișcări comuniste din Europa Occidentală. Așa cum a remarcat chiar Lenin, „era momentul în care toată lumea în Germania, inclusiv cei mai negri reacționari și monarhiști, a declarat ca bolșevicii vor fi fost salvarea lor”.
Ofensiva din Polonia era șansa "să testeze Europa cu baionetele Armatei Roșii." Ar fi fost prima încercare bolșevică de a pătrunde în chiar inima Europei, prima încercare de exportare a revoluției comuniste prin forță. Într-o telegramă, Lenin exclama: "Trebuie să ne îndreptăm toată atenția pentru prepararea și întărirea frontului vestic. Trebuie anunțat un nou slogan: «Pregătiți-vă pentru războiul împotriva Poloniei!»". Scopul declarat al Armatei Roșii nu era acela de a cuceri Europa în mod direct, ci acela de a provoca schimbări sociale și revoluții. Generalul Tuhacevski proclama: "Spre vest! Drumul către conflagrația universală trece peste cadavrul Poloniei Albe. Mărșăluiți spre Vilno, Minsk, Varșovia!". Sovieticii nu s-au așteptat niciodată la o rezistență importantă din partea polonezilor. Deși primele ciocniri au avut loc în februarie 1919, abia după un an ambele părți s-au găsit într-un război în toată regula.

## Campania militară

### 1919

#### Haos în Europa Răsăriteană
În 1918, armata germană din est a început să se retragă către patrie. Zonele abandonate de trupele Puterilor Centrale au devenit terenuri de lupta pentru guvernele marionetă create de germani, alte guverne care apăruseră independent după retragerea germanilor pe de-o parte și bolșevicii care sperau să incorporeze aceste teritorii în Rusia comunistă. Toate aceste grupuri erau fragmentate, se uneau pentru a se diviza ulterior, formau alianțe precare și aproape neîntrerupt se luptau între ele. Aproape toată Europa Răsăriteană se scufunda în haos.
Pe 18 noiembrie 1918, Lenin a dat ordine Armatei Roșii să înceapă marșul către vest, care ar fi trebuit să urmărească trupele germane din Oberkommando Ostfront (Ober-Ost) aflate în retragere. Ținta principală a operațiunii era să mărșăluiască prin toată Europa Răsăriteană și Centrală, să instituie guverne sovietice în statele care abia își câștigaseră independența și să sprijine revoluțiile comuniste din Germania și Austro-Ungaria. La începutul anului 1919, au izbucnit lupte aproape accidental și fără nici un ordin din partea guvernelor, când autoapărarea poloneză din Wilno (Samooborona) a intrat în luptă cu forțele bolșevice, fiecare dintre părți încercând să-și apere teritoriile. Până la urmă, forțele sovietice mai bine organizate au zdrobit rezistența poloneză și au alungat rămășițele acestora spre vest.
În primăvara anului 1919, recrutările sovietice au mărit efectivul Armatei Roșii la 2.300.000 de oameni. Însă, doar puțini dintre ei au fost trimiși pe frontul de vest, majoritatea soldaților trebuind să facă față conflictului cu Armata Albă. În septembrie 1919, armata poloneză avea 540.000 de oameni sub arme, 230.000 fiind dislocați pe frontul sovietic. 

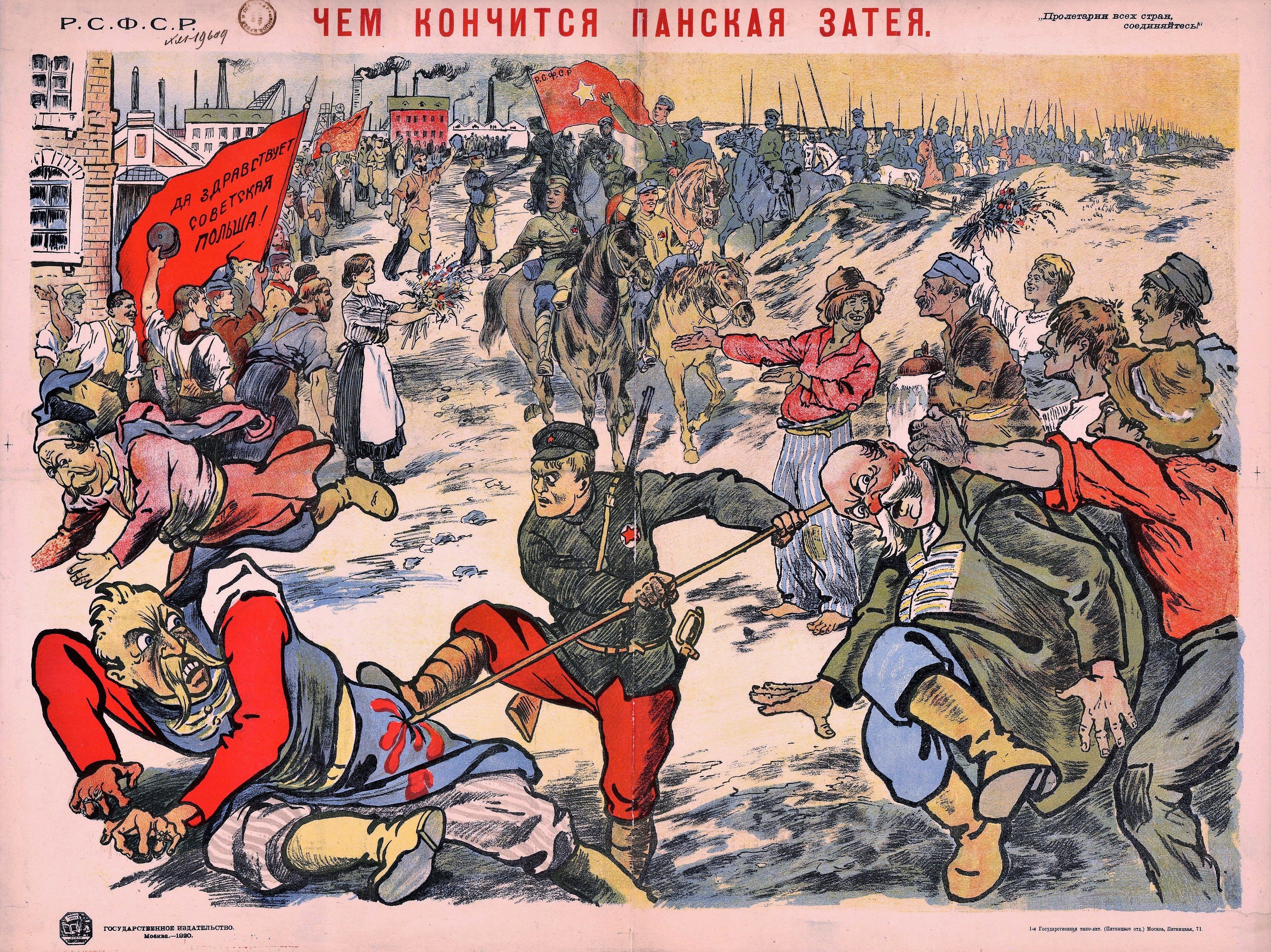
Poster propagandistic sovietic. Se poate citi: "Așa se termină ideile stăpânilor. Trăiască Polonia Sovietică!"

Din 14 februarie, forțele poloneze puțin numeroase asigurau paza frontului de est. Până pe 14 februarie erau apărate pozițiile de-a lungul liniei localităților Kobrin, Prujanî și a râurilor Zalewianka și Neman. În jurul acestei date, primele unități regulate poloneze au luat contactul cu unitățile avansate ale Armatei Roșii și o schiță de linie de frontieră a început să se formeze din Lituania prin Belarus și Ucraina. 

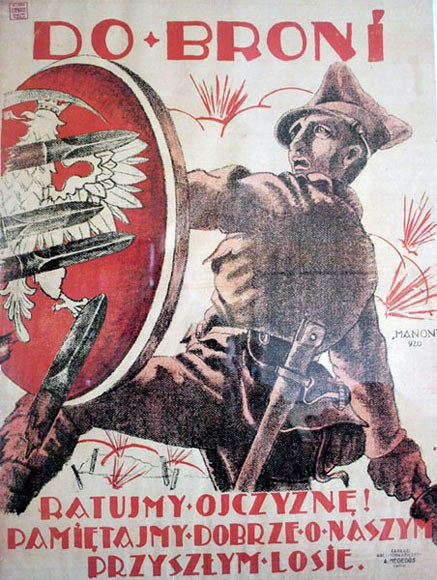
Afiș propagandistic polonez. Se poate citi: "La arme! Apărați Patria! Luați aminte care este soarta noastră viitoare"

#### Începerea luptelor: primele conflicte polono-sovietice
Primul conflict armat important al noului război a avut loc pe 14 -16 februarie  în Belarus. Spre sfârșitul lunii februarie, ofensiva bolșevică se oprise. Ambele armate erau implicate în luptele cu ucrainenii. Lupte violente se dădeau și în Țările Baltice pentru independent Lituaniei, Letoniei și Estoniei. 

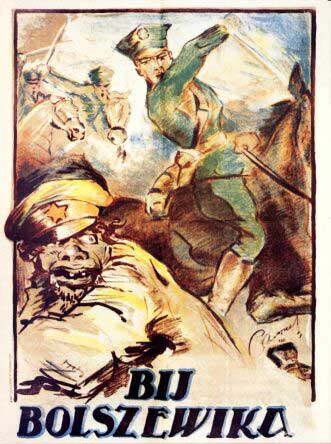
Poster polonez de propagandă înfățișând un cavalerist polonez și un soldat bolșevic cu chip de gorilă. Textul îndeamnă „Zdrobiți bolșevicii”

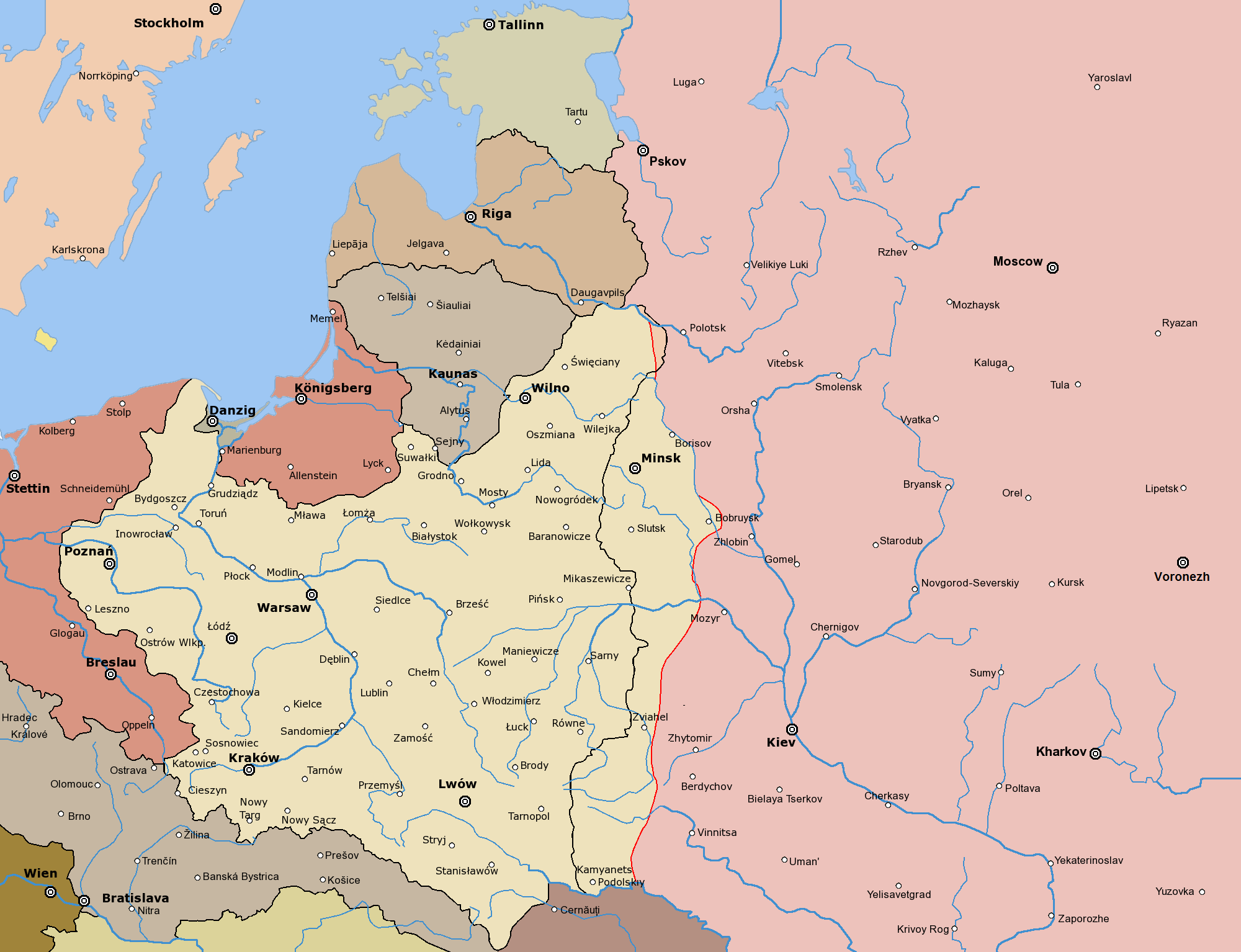
Europa Centrală și Răsăriteană în decembrie 1919

La începutul lunii martie 1919, unitățile poloneze au declanșat o ofensivă, au forțat cursul râului Neman, au cucerit Pinskul și au ajuns în dreptul orașului Lida. Noi acțiuni militare ale ambelor tabere au fost declanșat la mijlocul lunii aprilie, ceea ce a dus la creșterea forțelor aflate în regiune. În acea lună, Armata Roșie cucerise Grodno, dar contraofensiva poloneză i-a obligat pe ruși să se retragă. Pentru că trebuia să facă față și ofensivei albilor, Armata Roșie s-a retras și a început reorganizare. După acest moment, războiul avea să intre în faza sa cea mai dură.
Forțele poloneze au continuat să înainteze spre răsărit. Polonezii au cucerit Lida pe 17 aprilie și Nowogródek a doua zi, au recapturat Vilnius pe 19 aprilie, alungând guvernul Litbel din capitală. Pe 8 august, forțele poloneze au cucerit Minskul. Pe 28 august, polonezii au folosit pentru prima oară în lupte tancuri. După lupte grele, a fost cucerit orașul Babruisk pe râul Berezina. Pe 2 octombrie, polonezii au ajuns pe malurile râului Daugava, întărindu-și controlul asupra unei regiuni de la râul Desna până la Daugavpils (Dyneburg). Succesele polonezilor au continuat până la începutul anului 1920. S-au dat mai multe lupte sporadice, dar Armata Roșie era obligată să facă față atacurilor contrarevoluționarilor albi și se retrăgea continuu de-a lungul întregii frontiere vestice, din Letonia în nord până în Ucraina în sud. La începutul verii anului 1919, albii au preluat inițiativa, forțele comandate de Anton Denikin mărșăluind spre Moscova. Piłsudski era conștient în acel moment că nu venise sfârșitul conflictului cu Rusia. Deși considera că ofensiva bolșevicilor spre vest este o problemă reală, Piłsudski considera că poate să negocieze mai bine cu Lenin decât cu adversarii acestuia din urmă din războiul civil. Rușii albi, asociați Imperiului Rus, care participase la Împărțirile Poloniei, erau dispuși să accepte o independență limitată a Poloniei, cel mai probabil în frontierele Poloniei Congresului, și erau clar împotriva independenței Ucrainei, care era crucială pentru proiectul Międzymorze. Bolșevicii, pe de altă parte, proclamaseră actul împărțirii Poloniei nul și neavenit. Acestea erau motivele pentru care Piłsudski considera că este mai bine să negocieze cu bolșevicii izolați de puterile occidentale decât cu un Imperiu Rus restaurat. Este foarte posibil ca Piłsudski, prin refuzul său de a se alătura atacului împotriva guvernului lui Lenin, ignorând presiunile puternice din partea Antantei, să fi salvat de fapt Rusia Sovietică în vara anului 1919,. Pe de altă parte ar mai trebui spus că un atac la scară vastă a polonezilor în sprijinul forțelor lui Denikin nu era posibil în acel moment. Piłsudski avea să noteze mai târziu că, în cazul unei victorii a albilor, Polonia ar fi putut cel mult să își asigure o „graniță etnică” (Linia Curzon). În schimb, Lenin a oferit polonezilor controlul asupra orașelor Minsk și Jîtomîr și a regiunii Hmelnițki, în ceea ce a fost descris ca un mini „Brest-Litovsk”. Comandantul militar Kazimierz Sosnkowski nota de altfel că oferta bolșevicilor era mai bună decât ceea ce speraseră polonezii să obțină.

#### Frontul diplomatic. Alianțele
În 1919, s-au făcut mai multe încercări de negociere între diferitele facțiuni polono-ruse, dar toate au fost fără rezultat. În acest timp, relațiile polono-lituaniene s-au înrăutățit, deoarece politicienii polonezi găseau inacceptabile pretențiile lituanienilor pentru independența completă ca și pentru o anume configurație a graniței comune. Era vorba în special de orașul Wilno (Vilnius), capitala istorică a Lituaniei, locuită, e adevărat, de o majoritate poloneză. Negocierile polonezilor cu Guvernul provizoriu lituanian au consemnat unele rezultate pozitive și, la începutul anului 1920, forțele polono-lituaniene au efectuat câteva acțiuni militare comune împotriva bolșevicilor, cea mai importantă fiind Bătălia de la Daugavpils .
Tratatul de la Varșovia semnat între naționaliștii lui Simon Petliura și polonezi pe 21 aprilie 1920 a fost cel mai important succes diplomatic polonez. Peliura, care reprezenta guvernul Republica Populară Ucraineană (în acel moment desființată de facto de bolșevici), și un număr de unități militare s-au refugiat în Polonia, unde au primit azil politic. Petliura mai controla doar o fâșie îngustă a teritoriului ucrainean, aflată de-a lungul frontierei cu Polonia. În aceste condiții, polonezilor le-a fost ușor să îl convingă pe Petliura să se alieze cu foștii inamici, care îl înfrânseseră în conflictul din 1919. Prin semnarea unui tratat cu Piłsudski, Petliura accepta cuceririle teritoriale ale polonezilor în vestul Ucrainei și trasarea frontierei de-a lungul Zbruci. În schimb, el primea promisiunea respectării independenței Ucrainei și sprijinul militar polonez pentru reinstalarea guvernului său la Kiev.

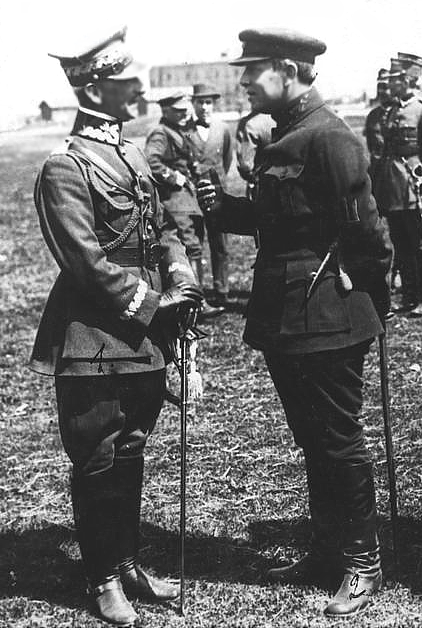
Generalul polonez Listowski (stânga) și liderul ucrainean Simon Petliura

Pentru Piłsudski, această alianță dădea campaniei pentru crearea federației Międzymorze legitimitatea unui efort internațional concertat, consolida frontiera de est a țării și punea bazele existenței unui stat tampon ucrainean dominat de polonezi. Pentru Petliura, aceasta era unica șansă să salveze statalitatea Ucrainei și independența zonei centrale a țării, chiar cu prețul pierderii părții de vest în favoarea Poloniei. Alianța aceasta a fost puternic contestată în ambele tabere. Piłsudski a trebuit să facă față opoziției național-democraților lui Dmowski, care se opuneau independenței Ucrainei. Petliura, la rândul lui, a fost criticat de numeroși politicieni ucraineni pentru semnarea unui pact cu polonezii și pentru cedarea vestului țării.
Alianța cu Petliura a dus la alăturarea efectivelor polonezilor a încă 15.000 de soldați ucraineni la începutul campaniei. Aceste efective au crescut la 35.000 prin înrolarea noilor recruți și a dezertorilor din rândurile Armatei Roșii. În ciuda mobilizării unui număr relativ important de soldați în tabăra alianței, aceasta s-a dovedit insuficient pentru atingerea tuturor obiectivelor propuse. 

### 1920

#### Forțele aflate în conflict
Istoricul britanic Norman Davies a remarcat că este dificil să estimezi efectivele celor două tabere, de vreme ce până și comandanții direcți nu aveau o evidență foarte clară a forțelor pe care le comandau.

##### Armata Roșie
Până la începutul anului 1920, Armata Roșie repurtase o serire de succese împotriva armatelor albe. Rușii roșii îl învinseseră pe Denikin și semnaseră tratate de pace cu Letonia și Estonia. Frontul polonez a devenit astfel cel mai important teatru de război și numeroase forțe și resurse materiale au fost transferate aici. În ianuarie 1920, Armata Roșie a început concentrarea a aproximativ 700.000 de militari pe malurile râului Berezina și în Belarus.
Atunci când polonezii lansaseră ofensiva spre Kiev, Frontul sovietic de sud-vest avea aproximativ 82.800 de soldați, din care peste 28.500 în prima linie. Polonezii se bucurau de o anumită superioritate numerică, de 12.000 până la 52.000 de soldați. Atunci când sovieticii se pregăteau de contraofensivă – la mijlocul anului 1920 – situația se schimbase. Sovieticii mobilizaseră aproximativ 790.000 de oameni, cu cel puțin 50.000 mai mult decât polonezii. Mihail Tuhacevski considera că are 160.000 se soldați „gata de luptă. Piłsudski estimase forța inamicului la 200.000–220.000 de oameni.
În 1920, Armata Roșie avea 402.000 de oameni pe frontal de vest și 355.000 pe frontul de sud-vest din Galiția. Istoricul militar rus Grigori Krivoșeev dă cifre asemănătoare – 382.000 de oameni pentru frontul de vest și 283.000 pentru cel de sud-vest.
Norman Davies a urmărit creșterea forței Armatei Roșii pe frontal polonezi la începutul 1920:
1 ianuarie 1920 – 4 divizii de infanterie, o brigadă de cavalerie
1 februarie 1920 – 5 divizii de infanterie, 5 brigăzi de cavalerie
1 martie 1920 – 8 divizii de infanterie, 4 brigăzi de cavalerie
1 aprilie 1920 – 14 divizii de infanterie, 3 brigăzi de cavalerie
15 aprilie 1920 – 16 divizii de infanterie, 3 brigăzi de cavalerie
25 aprilie 1920 – 20 divizii de infanterie, 5 brigăzi de cavalerie
Comandanții Armatei Roșii care aveau să conducă ofensiva erau Lev Troțki, Mihail Tuhacevski (noul comandant al Frontului de vest), Aleksandr Egorov (noul comandant al Frontului de SV), viitorul conducător al URSS I. V. Stalin și fondatorul poliției secrete CEKA, Felix Dzerjinski

##### Forțele poloneze
Armata poloneză era formată în principal din militari care luptaseră în armatele imperiilor care stăpâniseră teritoriile poloneze. Alături de ei luptau voluntari din diferite țări, precum cei din escadrila Kościuszko. Alături de polonezi lupta Boris Savinkov și armata sa de 20.000 – 30.000 de anticomuniști ruși (în cea mai mare parte foști prizonieri de război). Savinkov a fost însoțit în Polonia de Dmitri Merejkovski și Zinaida Gippius. Forțele poloneze au crescut de la aproximativ 100.000 de oameni în 1918 la peste 500.000 la începutul anului 1920. În luna august 1920, armata poloneză ajunsese la efective totale de 737.767 de soldați. Dintre aceștia, jumătate se aflau pe linia frontului. Exista o paritate relativă între cele două tabere. În momentul declanșării Bătăliei de la Varșovia, polonezii se bucurau chiar de un mic avantaj numeric și logistic.

##### Logistica și planificarea
Logistica era un capitol la care ambele armate stăteau foarte prost. Cele două armate foloseau echipamente militare rămase din conflagrația mondială sau capturate în timpul luptelor recente. Armata poloneză, de exemplu, folosea tunuri fabricate în cinci țări și puști produse în șase țări, fiecare folosind alt tip de muniție. Sovieticii dispuneau de numeroase depozite militare, părăsite de armatele germane retrase în 1918-1919, dar și de armament modern francez capturat de la rușii albi și de la forțele expediționare aliate implicate în Războiul Civil Rus. Cu toate aceste, rușii sufereau din cauza crizei de arme. Ambele tabere erau slab echipate după standardele vremii.
Înaltul comandament sovietic a plănuit o nouă ofensivă pentru sfârșitul lunii aprilie, începutul lui mai. Încă din martie 1919, contrainformațiile poloneze erau la curent cu preparativele de ofensivă ale sovieticilor, iar Înaltul comandament polonez a hotărât să lanseze propria ofensivă înaintea adversarilor. Planul  Operațiunii Kiev prevedea distrugerea forțelor sovietice de pe flancul sudic și instalarea unui guvern la Kiev în frunte cu aliatul Petliura.

#### Operațiunea Kiev

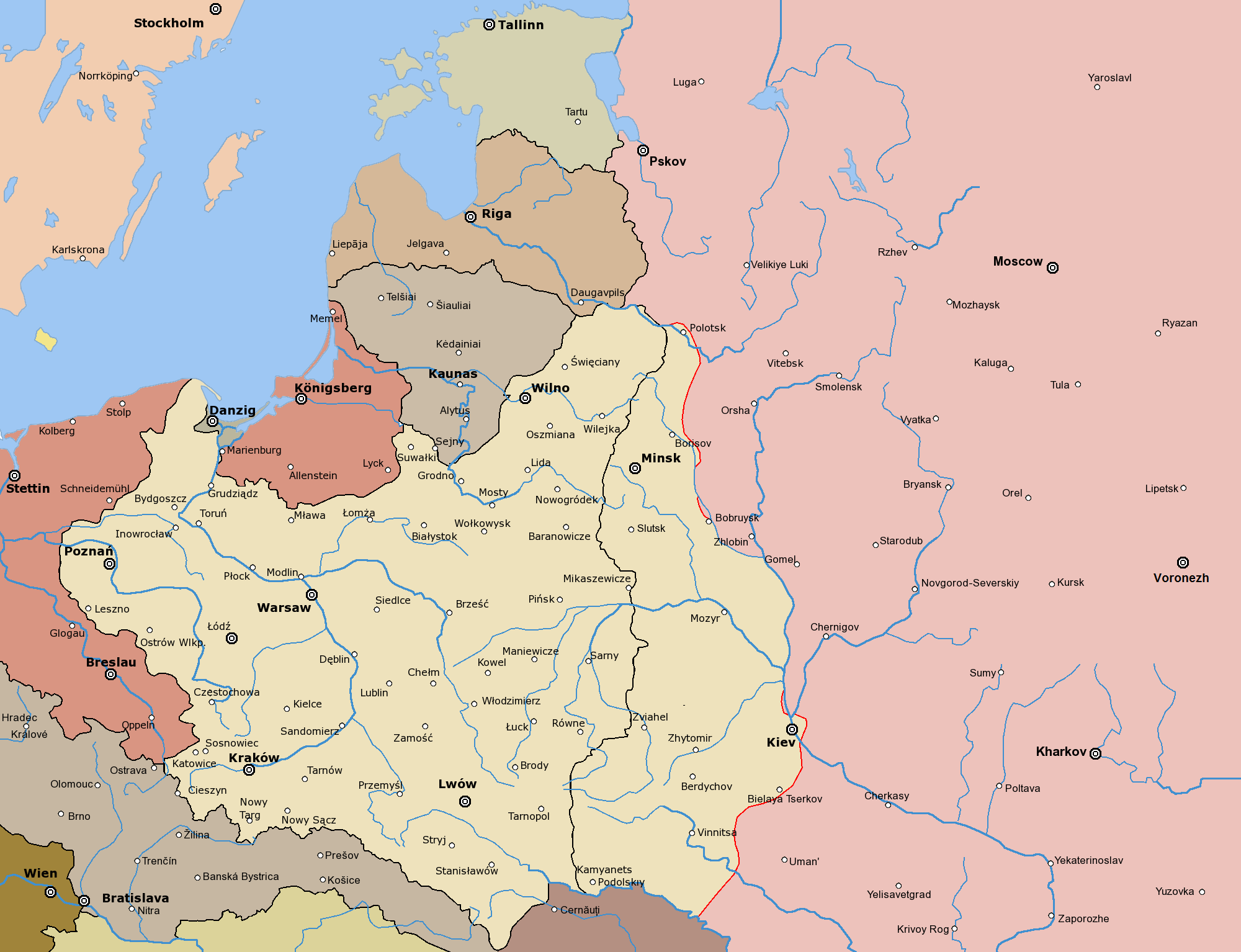
Situația frontului în iunie 1920

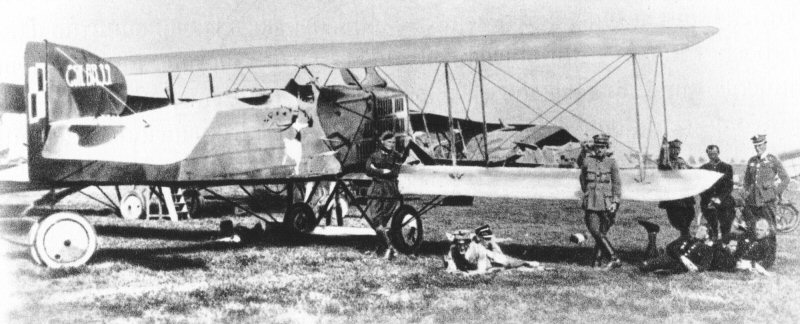
Avion polonez Breguet 14 operațional pe aeroportul din Kiev

Până în aprilie, forțele poloneze au înaintat încet și constant spre est. Noul guvern leton a cerut și a obținut sprijinul polonezilor pentru cucerirea orașului Daugavpils. Orașul a fost ocupat după lupte grele în ianuarie și a fost predat letonilor. Până în martie, forțele poloneze separaseră forțele sovietice din nord (Belarus) și sud (Ucraina).
Pe 24 aprilie, Polonia a început principala ei ofensivă, Operațiunea Kiev, care avea ca scop crearea unei Ucraine independente și care ar fi trebuit să fie parte a Federației Międzymorze plănuite de Piłsudski. Statul ucrainean independent ar fi devenit astfel un aliat al Poloniei în lupta împotriva Rusiei Sovietice. Polonezii erau ajutați în acest demers 15.000 de soldați ai Republicii Populare Ucrainene conduși de Simon Petliura.
Pe 26 aprilie, Piłsudski declara prin „Proclamația către poporul Ucrainei” că armata poloneză avea să rămână doar atâta cât era necesar pentru ca un guvern legal ucrainean să preia controlul asupra teritoriului național. În ciuda oricăror declarații, realitatea a arătat că numeroși ucraineni îi urau în măsură egală pe polonezi și pe bolșevici și de aceea nu au primit cu bucurie înaintarea polonezilor.
Armata a 3-a poloneză a câștigat cu ușurință ciocnirile cu Armata Roșie în Ucraina, dar forțele roșii s-au retras cu pierderi minime. Forțele combinate polono-ucrainene au cucerit Kievul pe 7 mai, întâlnind doar o rezistență nesemnificativă.
Ofensiva poloneză avea să fie oprită însă pe 29 mai de contraofensiva Armatei Roșii. Forțele poloneze din regiune, pregătindu-se pentru ofensiva spre Żłobin, au reușit să reziste atacului rușilor, dar nu au fost capabile să declanșeze înaintarea plănuită. În nord, forțele poloneze s-au descurcat mult mai rău. Armata I-a poloneză a fost învinsă și a fost silită să se retragă, urmărita de Armata a XV-a rusă, care a ocupat teritoriile dintre râurile Daugava și Berezina. Polonezii au încercat să obțină un avantaj atacând flancurile expuse ale rușilor, dar forțele de învăluire nu au reușit să stopeze înaintarea sovieticilor. La sfârșitul lui mai, frontul se stabilizase pe micul râu Auta, iar forțele sovietice au început pregătirile pentru un nou asalt.
Pe 24 mai 1920, forțele polono-ucrainene s-au întâlnit pentru prima oară cu faimoasa Armata I de cavalerie (Konarmia) a lui Semion Budionnîi. Atacurile repetate ale cavaleriei cazacilor lui Budionnîi au rupt frontul polono-ucrainean pe 5 iunie. Sovieticii au atacat în continuare cu unități de cavalerie mobile ariergarda poloneză, țintind căile de comunicație și de aprovizionare. Până pe 10 iunie polonezii se retrăgeau de-a lungul întregului front. Pe 13 iunie, forțele poloneze și cele ucrainene ale lui Petliura au lăsat Kievul să cadă în mâna bolșevicilor.

#### Șirul victoriilor bolșevice

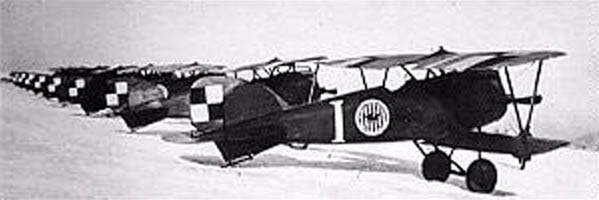
Avioane de vânătoare ale Escadrilei a 7-a poloneze

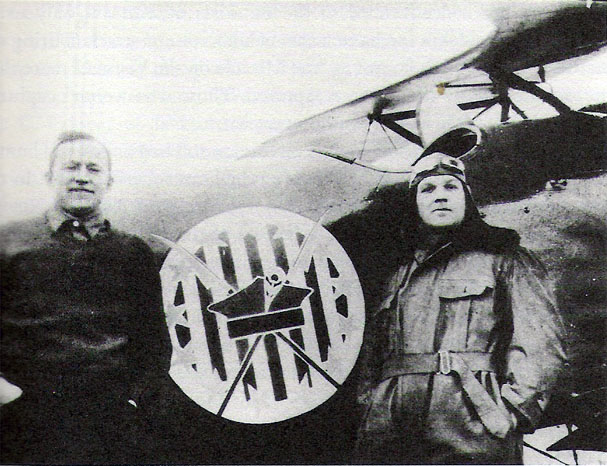
Piloții voluntari americani Merian C. Cooper și Cedric Fauntleroy care au luptat în Escadrila Kościuszko a Forțelor Aeriene Poloneze.

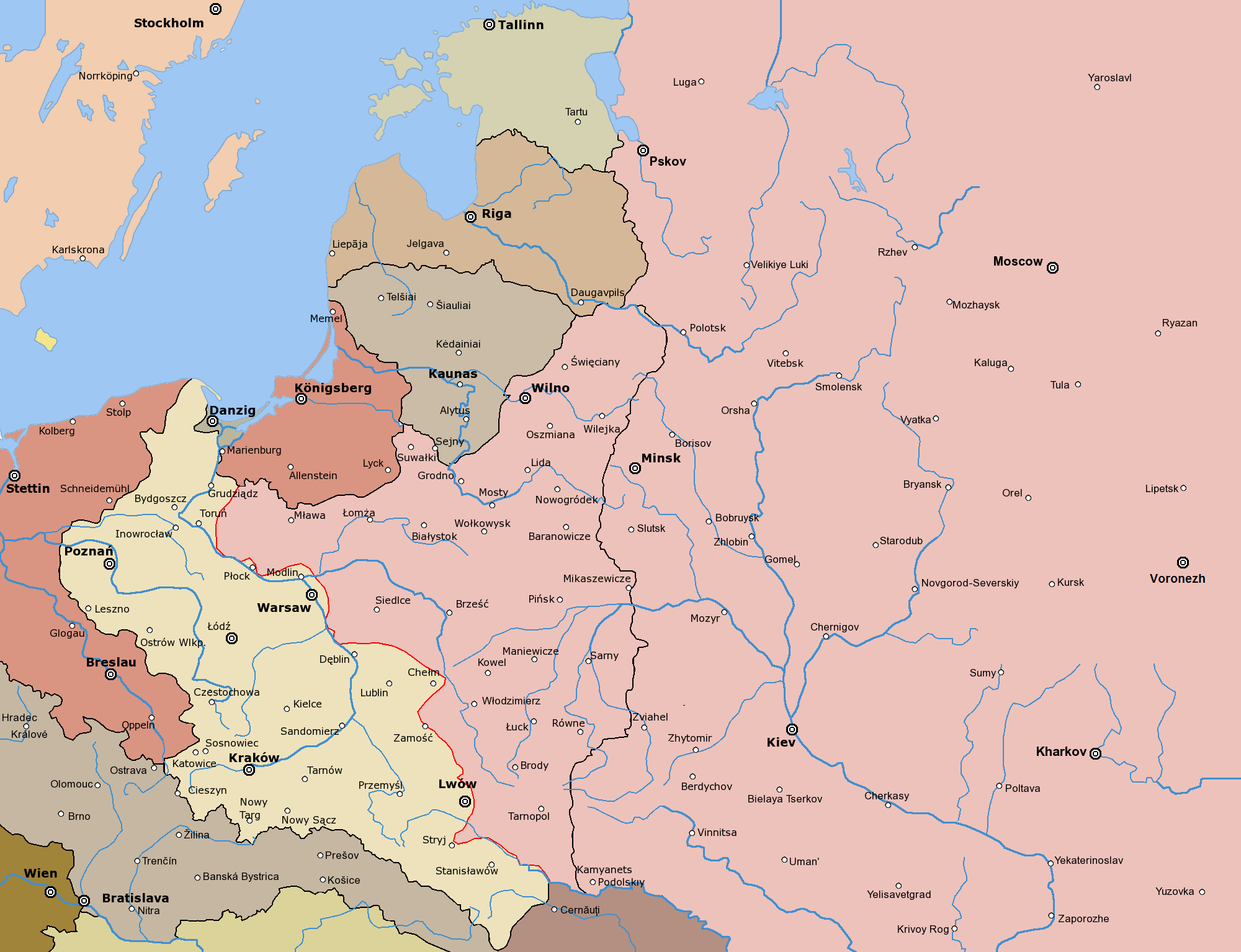
Succesele ofensivei sovietice. August 1920

Pe 30 mai 1920, generalul Alexei Brusilov, ultimul comandant-șef al armatei țariste, a publicat în Pravda un apel intitulat „Către toți ofițerii, oriunde s-ar putea afla” încurajându-i pe cei care luptaseră în armata țaristă să uite vechile nedreptăți și să se alăture Armatei Roșii. Brusilov afirma că este datoria patriotică a tuturor ofițerilor ruși să se alăture bolșevicilor în lupta pentru respingerea invaziei străine în Rusia. Lenin s-a folosit la rândul lui de patriotismul ofițerilor țariști. Comitetul Central al Partidului Comunist a făcut apel la „cetățenii respectabili ai Rusiei” să participe la luptele pentru apărarea republicii sovietice împotriva uzurpatorilor polonezi. S-a făcut apel la rememorarea invaziilor poloneze din secolul al XVII-lea.
Contraofensiva rusă a avut succes și datorită apelului lui Brusilor. 14.000 de ofițeri și aproximativ 100.000 de dezertori s-au înrolat sau s-au reîntors în Armata Roșie, iar mii de civili s-au înrolat voluntar pentru ca să contribuie la efortul de război. Comandantul Armatei a III-a poloneză din Ucraina, generalul Edward Rydz-Śmigły, a hotărât să-și croiască prin luptă un drum spre nord-vest. Forțele poloneze din Ucraina au reușit să se retragă în ordine și cu efectivele aproape intacte, dar nu au fost în stare să fie de ajutor frontului polonez de nord și să asigure întărirea liniei de apărare de pe râul Auta, unde urma să aibă loc o bătălie decisivă.
Datorită forțelor insuficiente, frontul polonez lung de 330 de kilometri era apărat de 120.000 de soldați și de aproximativ 460 piese de artilerie, fără nici o rezervă strategică. Această abordare tactică era specifică perioadei Primului Război Mondial, respectiv de stabilire a unei "linii fortificate de apărare". Ea a dat unele rezultate pe frontul de vest saturat cu trupe, mitraliere și artilerie. Frontul polonez, însă, avea puțini oameni sprijiniți de o artilerie necorespunzătoare și nu avea practic nici o fortificație.
În fața liniilor poloneze, Armata Roșie a concentrat Frontul de nord-vest sovietic condus de tânărul general Mihail Tuhacevski. Efectivele acestui front depășeau 108.000 de infanteriști, 11.000 de cavaleriști, dotați cu 772 de piese de artilerie și 2.913 mitraliere. În câteva puncte cheie, sovieticii îi copleșeau numeric pe polonezi în proporție de patru la unu.
Tuhacevski și-a lansat ofensiva pe 4 iulie de-a lungul axei Smolensk-Brest-Litovsk, traversând râurile Auta și Berezina . Corpul al III-lea de cavalerie condus de Hayk Bzhishkyan trebuia să învăluiască forțele poloneze prin nord, pătrunzând prin apropierea granițelor lituaniană și prusacă, (ambele aparținând unor țări ostile Poloniei). Armatele a IV-a, a XV-a și a III-a trebuiau să atace decisiv către vest, sprijinite dinspre sud de Armata a XVI-a și de Grupa Mozyrska. Timp de trei zile, sorții victoriei au oscilat, dar superioritatea numerică a rușilor și-a spus cuvântul până în cele din urmă. Datorită apărării eroice a unităților poloneze, planul lui Tuhacevski de a rupe frontul inamic și de a-l împinge în mlaștinile Pinsk a dat greș, dar până pe 7 iulie polonezii au fost obligați să se retragă pe întreg frontul.
Polonezii au încercat coagularea unei noi linii de rezistența pe linia "tranșeelor germane", o zonă puternic fortificată din timpul Primului Război Mondial, care oferea o posibilitate reală de stopare a ofensivei rusești. Încă o dată însă, efectivul al trupelor poloneze s-a dovedit insuficient. Corpul al III-lea de cavalerie al lui Bzhishkyan, sprijinit de forțele lituaniene, a cucerit orașul Wilno pe 14 iulie, forțându-i pe polonezi să se retragă din nou. În sud, în Galiția, cavaleria generalului Semion Budionnîi a avansat adânc în spatele frontului polonez, capturând orașul Brodno și apropiindu-se de Lwów și Zamość. La începutul lui iulie, devenise clar pentru polonezi că obiectivele Rusiei nu erau doar de a le împinge granițele către apus, ci chiar de a șterge din nou de pe hartă Polonia independentă.
Forțele rusești au avansat necruțător către apus cu 32-35 kilometri pe zi. Grodno în Belarus a căzut pe 19 iulie, Brest-Litovsk a căzut pe 1 august. Încercările poloneze de a apăra linia râului Bug cu Armata a IV-a și unitățile Grupei Poleska au oprit avansare rușilor doar pentru o săptămână. După forțarea cursului râului Narev pe 2 august, Frontul de nord-vest al rușilor s-a apropiat la doar 100 de kilometri de Varșovia . Fortăreața Brześć, care trebuise să fie cartierul general al contraofensivei poloneze, a fost cucerit la primul atac al Armatei sovietice a XVI-a. Frontul sovietic de sud-vest îi scoseseră pe polonezi din Ucraina. Înaltul Comandament Sovietic, la insistențele lui Tuhacevski, a ordonat Armatei de cavalerie I să mărșăluiască către Varșovia din direcția sud. Semion Budionnîi nu s-a supus acestui ordin datorită ranchiunei existente între comandanții Frontului de Sud-vest, generalii Tuhacevski și Alexandr Egorov. În plus, jocurile politice ale lui Stalin, care era în acea vreme comisar politic al Frontului de Sud-vest, a contribuit și mai mult la insubordonarea lui Egorov și Budionîi. La insistențele lui Stalin, Frontul de sud-vest s-au îndreptat spre Zamość și spre cel mai mare oraș polonez din sud-estul Poloniei, Lwów, un important centru industrial apărat de Armata a VI-a poloneză. Lwówul polonez, (în limba ucraineană Lviv), a fost în scurtă vreme asediat. Aceasta a creat o spărtură în liniile Armateri Roșii, dar în același timp a deschis calea spre capitala Poloniei. Cinci armate rusești au început marșul către Varșovia.
Forțele poloneze din Galiția din jurul Lwówului au contraatacat cu succes încetinind avansarea sovietică. Astfel a încetat retragerea polonezilor pe frontul sudic, dar agravarea situației din preajma capitalei a împiedicat continuarea atacului pe acest front și avansarea către răsărit. După ce sovieticii au cucerit orașul Brześć, atacul polonez în sud a încetat, toate forțele disponibile fiind mutate către nord pentru a lua parte la bătălia care avea să aibă loc la porțile Varșoviei.

#### Frontul diplomatic. Jocurile politice
Odată cu întoarcerea cursului războiului împotriva Poloniei, puterea politică a lui Piłsudski a început să scadă, iar oponenții acestuia, inclusiv Roman Dmowski au început să urce la putere. Până in cele din urmă, Piłsudski a reușit să-și recapete influența, în special asupra militarilor, aproape în ultimele clipe, în timp ce rușii se apropiau de Varșovia. Scena politică poloneze a început să intre în panică, guvernul premierului Leopold Skulski demisionând la începutul lui iunie.
Încrederea în victorie a conducerii sovietice a crescut la maxim. Într-o telegram, Lenin sublinia: „Trebuie să ne îndreptăm întreaga noastă atenție spre pregătirea și întărirea Frontului de vest. Un slogan nou trebuie proclamat: «Pregătiți-vă pentru războiul împotriva Poloniei! »” Teoreticianul marxist Nikolai Buharin scria în Pravda că speră ca sovieticii să aibă resursele pentru continuarea campaniei dincolo de Varșovia, „până la Londra și Paris”. Ordinul generalului Tuhacevski de pe 2 iulie 1920 îndemna: „Spre vest! Drumul către conflagrația mondială trece peste cadavrul Poloniei Albe. Mărșăluiți spre Vilno, Minsk, Varșovia!” și „înainte spre Berlin peste cadravul Poloniei!”  Perspectiva victoriei, care părea tot mai aproape, a dus însă și la creșterea intrigilor politice între comandanții sovietici. Lipsa totală de cooperare între cei mai importanți lideri militari sovietici i-a costat scump pe aceștia în bătălia decisivă a campaniei, bătălia de la Varșovia.
Pe 28 iulie la ordinul Partidului Bolșevic, s-a format în Białystok un guvern marionetă polonez, Tymczasowy Komitet Rewolucyjny Polski, (TKRP, Comitetul Provizoriu Revoluționar Polonez), care avea ca sarcină organizarea administrației în teritoriile poloneze cucerite de Armata Roșie TKRP nu s-a bucurat de sprijinul populației poloneze, oficialii acestui guvern fiind recrutați în special din rândul membrilor minorităților, în special bieloruși și evrei. În momentul în care conflictul ajunsese la apogeu, evreii au fost subiectelor violențelor antisemite ale forțelor poloneze. Evreii au fost considerați o amenințare potențială, sau au fost acuzați ca ar fi fost creatorii bolșevismului rus În timpul Bătăliei de la Varșovia, guvernul polonez i-a internat pe toți voluntarii evrei în lagăre indiferent de grad.

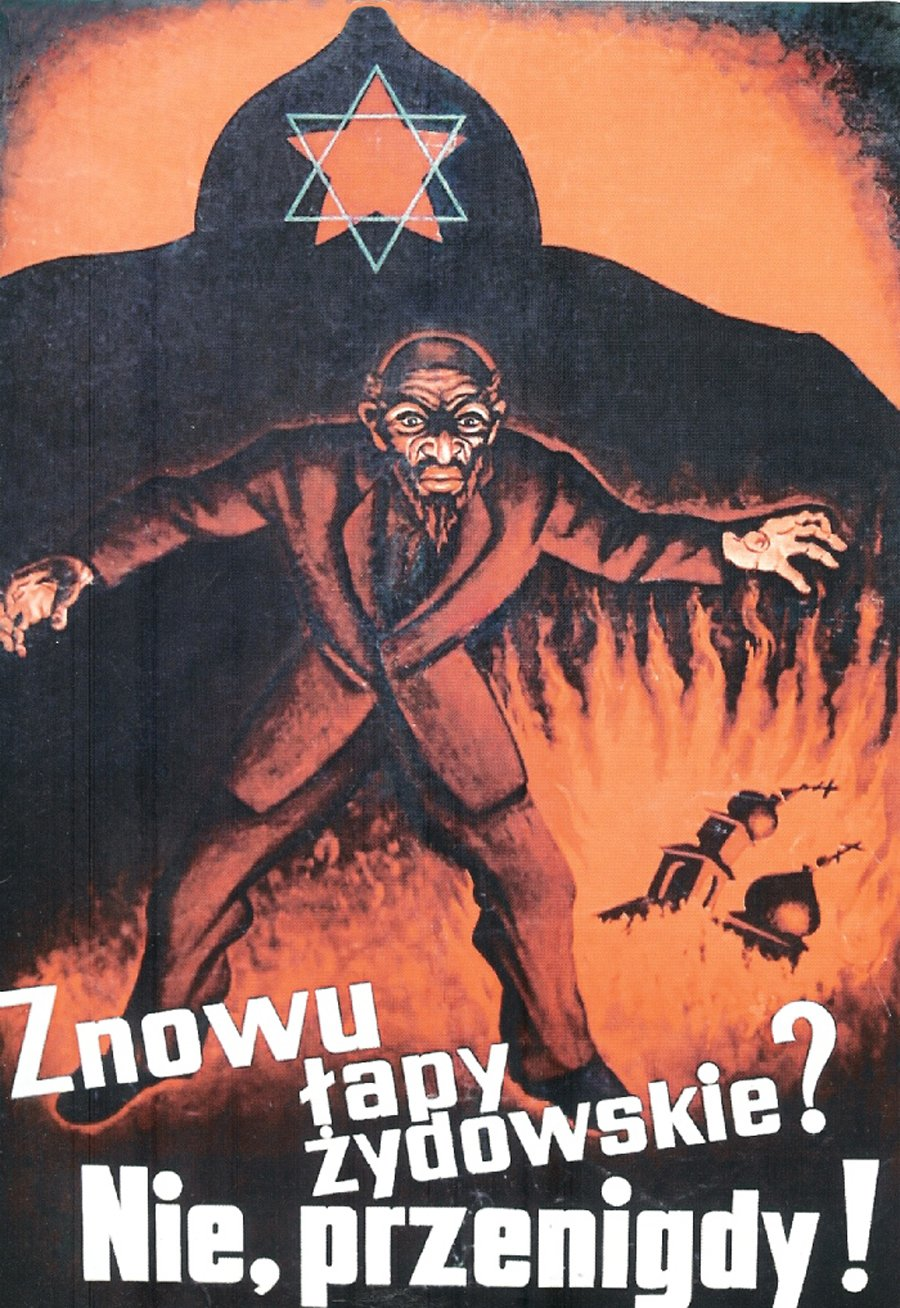
Poster de propagandă antisemită „Imaginea bolșevicului”. Posterul era menit să inspire teamă în rândul credincioșilor ortodocși (se văd în fundal clopotnițele cu cruci bizantine) din regiunile de est ale noului stat polonez. Textul posterului: „Din nou labele evreiești? Niciodată!”

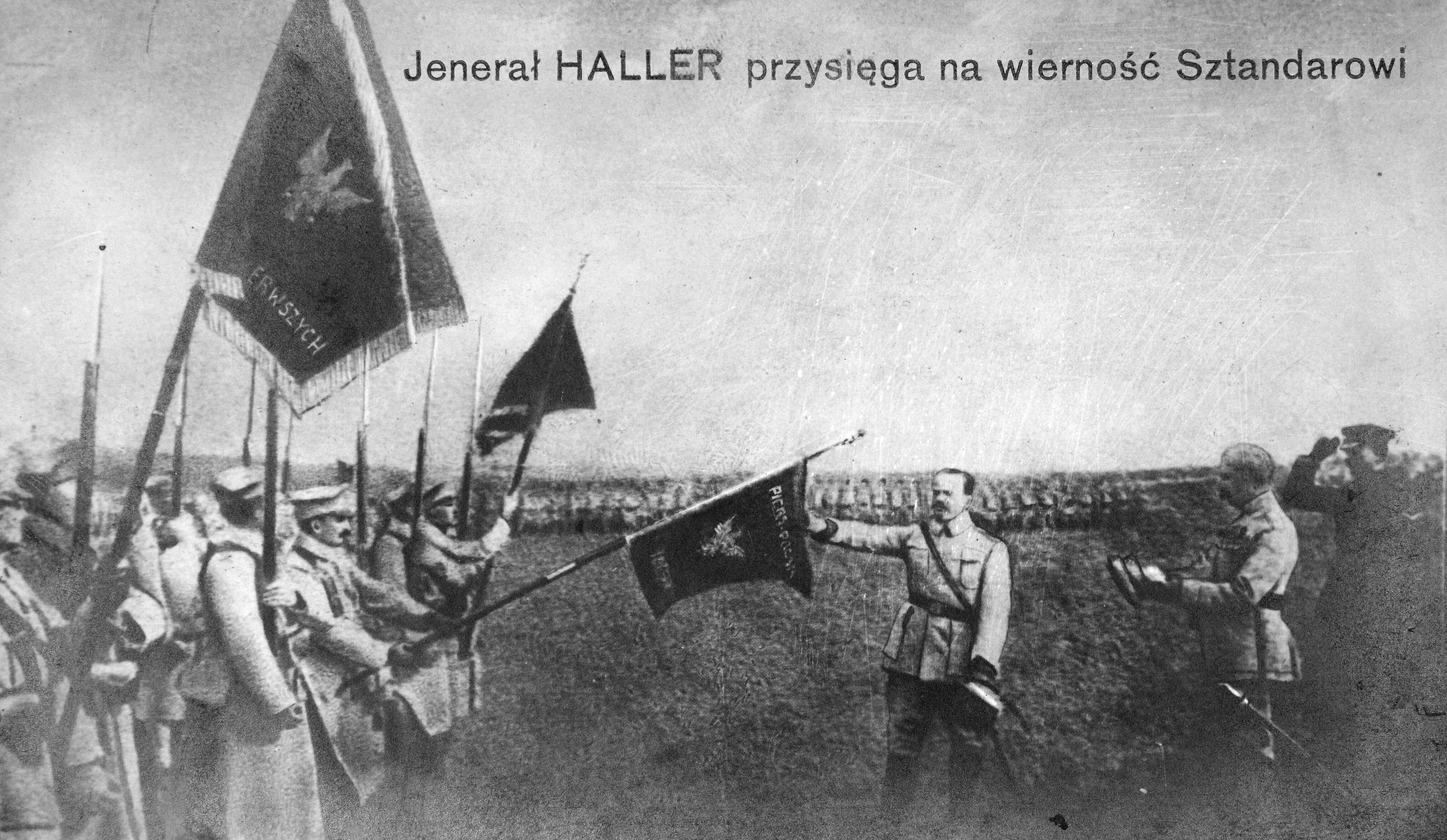
Generalul Józef Haller (atingând steagul) și Armata Albastră

Premierul britanic David Lloyd George, care era interesat să negocieze un tratat comercial favorabil cu bolșevicii, a făcut presiuni asupra polonezilor să accepte pacea cu sovieticii în condițiile propuse de aceștia din urmă și a refuzat să acorde Poloniei orice fel de ajutor care i-ar fi slăbit pe „albi” în războiul civil. În iulie 1920, Londra a anunța că va trimite cantități uriașe de echipamente militare din timpul războiului mondial în Polonia. Membrii sindicali ai Trades Union Congress au amenințat cu greva generală în cazul în care Londra ar fi ajutat „Polonia Albă” și astfel nicio armă destinată Varșoviei nu a părăsit până la urmă porturile britanice. David Lloyd George nu a fost niciodată un sprijinitor entuziast al polonezilor, iar oferta de ajutor a fost datorată presiunilor exercitate de membrii de dreapta ai cabinetului său precum George Curzon și Winston Churchill.
În prima decadă a lunii iunie 1920, premierul Władysław Grabski a plecat la Spa (Belgia) ca să ceară sprijinul occidental. Reprezentanții aliaților occidental nu erau în general favorabil cauzei poloneze. Grabski a semant un accord care prevedea printr altele retragerea forțelor poloneze pe Linia Curzon, (trasată de aliați încă din decembrie 1919 și care stabilea în concepția autorilor o graniță etnică), participarea la o viitoare conferință de pace și acceptarea arbitrajului aliaților în cazurile suveranității asupra orașului Vilnius, Galiției răsăritene, a Sileziei și Danzigului. În schimb, aliații au făcut o serie de promisiuni de sprijin, destul de ambigue în formulare însă.
Pe 11 iulie 1920, guvernul britanic a trimis o telegramă sovieticilor semnată de Curzon, care poate fi descrisă ca un ultimatum de facto. Britanicii cereau sovieticilor să își oprească ofensiva pe Linia Curzon pe care să o accepte ca linie de demarcație temporară cu Polonia, până când avea să fie negociat traseul definitiv al frontierei. În cazul în care sovieticii aveau să refuze, britanicii amenințau că îi vor ajuta pe polonezi cu prin toate mijloacele posibile. În realitate, acestea erau foarte limitate, datorită situației politice interne complicate din Regatul Unit. Bolșevicii au respins pe 17 iulie termenii britanicilor  și au făcut o contrapropunere pentru negocieri de pace direct cu Polonia. Britanicii i-au amenințat pe sovietici cu întreruperea negocierilor pentru tratatul comercial în cazul în care sovieticii și-ar fi continuat atacurile împotriva Poloniei. Aceste amenințări au fost ignorate de sovietici.
Pe 6 august 1920, laburiștii au publicat un broșură în care afirmau că muncitorii britanici nu vor lua niciodată parte la război ca aliați ai Poloniei. Sindicatele au blocat trimiterea de provizii în Arhanghelsk forței expediționare britanice care îi sprijineau pe rușii albi. Socialiștii francezi au proclamat în ziarul lor L'Humanité „Nici un om, nicio lețcaie, niciun proiectil pentru Polonia reacționară și capitalistă. Trăiască Revoluția Rusă! Trăiască Internaționala Muncitorilor!”  Polonia a suferit și datorită sabotajelor și întârzierilor furnizării de echipamente militare atunci când Cehoslovacia și Germania au refuzat tranzitul acestor mărfuri spre Polonia. Pe 6 august, guvernul polonez a lansat un „Apel către lume” în care contesta acuzațiile de imperialism, sublinia hotărârea Poloniei pentru autodeterminare și dezvăluia primejdia „invaziei bolșevice a Europei”.
Lituania fusese implicată în dispute serioase cu Polonia cu privire la controlul asupra orașului Vilnius și a regiunilor de frontieră din jurul localităților Sejny și Suwałki. O tentativă de lovitură de stat din 1919 orchestrată de polonezi în Lituania a provocat o ruptură și mai adâncă în relațiile dintre cele două țări. Sovieticii și lituanienii au semnat un tratat de pace pe 12 iulie 1920. Acest tratat recunoștea Vilniusul ca parte a Lituaniei. De asemenea conținea și o clauză secretă care permitea mișcările libere ale forțelor sovietice pe teritoriul lituanian în timpul unui eventual război ruso-polonez. Lituanienii s-au angajat de asemenea să asigure sprijin logistic sovieticilor. Această clauză avea să intre în conflict cu statutul de neutralitate proclamat de lituanieni în cazul războiului polono-sovietic. În ciuda sprijinului lituanian, sovieticii nu au trecut Vilniusul sub control lituanian până în august, când polonezii erau gata să recucerească orașul. Până în august, sovieticii au sprijinit în schimb un guvern pro-comunist lituanian (Litbel) și a plănuit o lovitură de stat bolșevică în Lituania. Conflictul dintre Polonia și Lituania a culminat cu scurtul război din august 1920.
Polonezii au avut puțini aliați. Franța a continuat politica de respingere a bolșevismului și după ce Mișcarea Albă a fost complet înfrântă și a trimis în Polonia o misiune militară cu 400 de consilieri militari în 1919. Din această misiune făceau parte în special ofițeri francezi, dar și câțiva britanici. La această misiune a participat tânărul ofițer Charles de Gaulle, care avea să fie decorat cu cea mai înaltă decorație militară poloneză, Virtuti Militari. În afară de consilieri, francezii au facilitat tranzitul din Franța spre Polonia a Armatei Albastre în 1919. Aceasta era o mare unitate militară compusă în principal din voluntari de origine poloneză, plus câțiva voluntari internaționali, care luptaseră sub comanda franceză în timpul Primului Război Mondial. Această armată era condusă de generalul polonez Józef Haller. Ungaria s-a oferit să trimită un corp de cavalerie de 30.000 de oameni în Polonia, dar guvernul cehoslovac a refuzat să le permită tranzitul prin zona demilitarizată de la graniță înființată după războiul ceho-maghiar care se încheiase doar cu câteva luni mai înainte. Mai multe trenuri cu arme și muniție din Ungaria au ajuns totuși în Polonia.
La mijlocul anului 1920, efectivele misiunii militare din Polonia au fost crescute cu un număr de consilieri aliați (devenind „Misiunea Interaliată din Polonia”). Din această misiune au făcut parte diplomatul francez Jean Jules Jusserand; șeful statului major al mareșalului Ferdinand Foch Maxime Weygand și diplomatul britanic Edgar Vincent D'Abernon. Noii membri ai misiunii și-a adus o contribuție minoră la efortul polonez de război. Practic, victoria decisivă din Bătălia de la Varșovia, a fost obținută de polonezi mai înainte ca membrii misiunii să se întoarcă și să-și prezinte raportul. Ulterior, pentru o perioadă lungă de timp, a persistat mitul că doar sosirea militarilor aliați ar fi salvat Polonia, Weygand ocupând locul central în această poveste. .
În ciuda tuturor greutăților, cooperarea polono-franceză a continuat, iar forțele poloneze au fost dotate cu armament de infanterie, piese de artilerie și tancuri Renault FT franceze. În cele din urmă, pe 21 februarie, cele două state aveau să semneze un tratat de alianță militară, carea a fost un atu important al polonezilor în timpul negocierilor de pace cu partea sovietică.

#### Schimbarea sorților războiului. Miracolul de pe Vistula

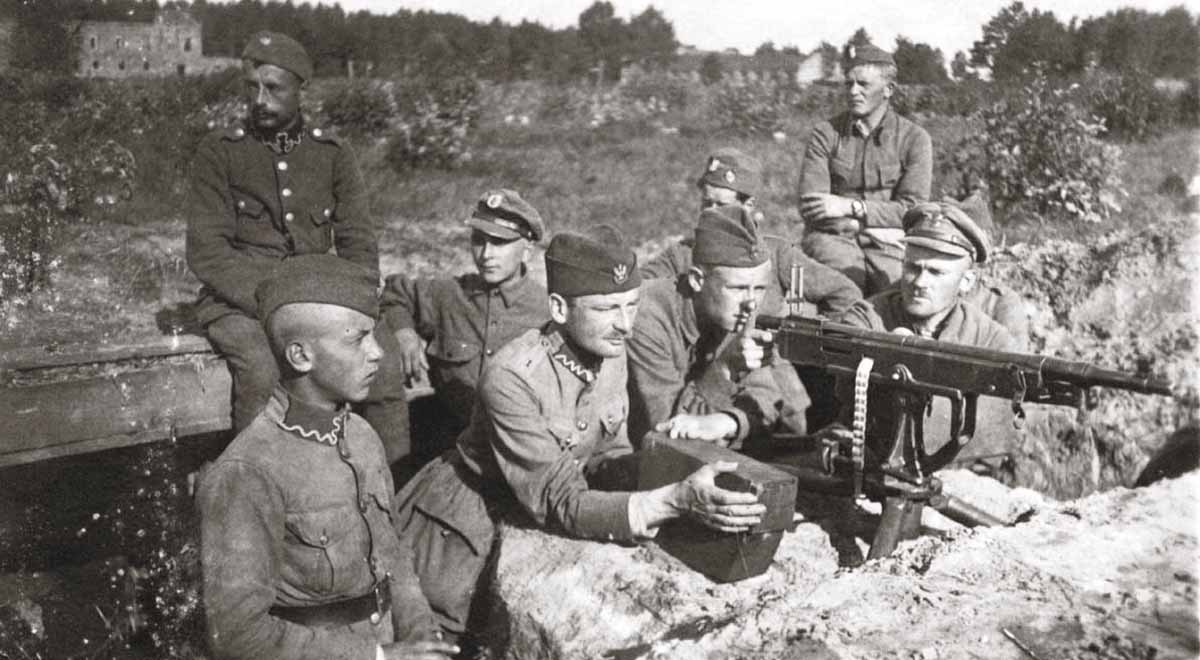
Apărarea poloneză la Miłosna, lângă Varșovia, august 1920.

Pe 10 august 1920, unitățile cazacilor ruși sub comanda lui Hayk Bzhishkyan au traversat Vistula, plănuind să învăluiască Varșovia prin vest, în timp ce atacul principal urma să se producă din est. Pe 13 august, un prim atac rusesc a fost respins. Armata I poloneză a rezistat unui atac direct asupra capitalei, în același timp oprind și asaltului asupra orașului Radzymin.
Comandantul suprem sovietic, Tuhacevski , considera că totul se desfășura conform planului său. Serviciile de contrainformații poloneze au reușit să decripteze mesajele radio ale Armatei Roșii, iar Tuhacevski a căzut până în cele din urmă în capcana întinsă de Piłsudski și șeful Marelui Stat Major Polonez, Tadeusz Rozwadowski.. Înaintarea sovietică peste râul Vistula în nord s-a făcut într-un vacuum operațional, de vreme ce nu erau forțe importante poloneze în zonă. Pe de altă parte, la sud de Varșovia, unde se decidea soarta bătăliei, Tuhacevski a lăsat numai forțe simbolice, care să apere joncțiunea vitală dintre fronturile sovietice de nord-vest și de sud-vest. Alt factor care a influențat situația de pe front a fost neutralizarea Armatei I de cavalerie a lui Budionnîi, care era foarte temută în rândurile comandanților polonezi. Această armată se complicase luptele din jurul orașului Lwów. La insistențele lui Tuhacevski, Înaltul Comandament Sovietic ordonase Armatei I de cavalerie să mărșăluiască către nord, spre Varșovia și Lublin, dar Budionnîi nu s-a supus acestui ordin, în principal datorită dușmăniei dintre Tuhacevski și comandantul frontului de sud-vest, Alexandr Egorov. În plus, jocurile politice ale comisarului politic al frontului de sud-vest, Stalin, au influențat în mod decisiv insubordonarea lui Budionnîi și Egorov. Stalin, în căutarea propriei măriri, se concentrase pe cucerirea orașului Lwów – departe în sud-estul Poloniei – oraș asediat de bolșevici, dar care rezista eroic atacurilor.
Blocarea de către Stalin a Armatei I de cavaleri la Lwów, la 330 km de Varșovia a fost un subiect mult discutat. S-a considerat că Stalin a acționat astfel pentru că a dorit să cucerească „gloria militară” la Lwów. Au fost schimbate mai multe telegrame care priveau transferul forțelor spre Varșovia. Lev Troțki a considerat că acțiunile lui Stalin au fost un act de insubordonare. Istoricul american Richard Pipes consideră că Stalin „... a acționat apropae sigur la ordinal lui Lenin” ca să nu mute forțele la Varșovia. Înfrângerea dezastruoasă a Armatei Roșii într-un moment crucial al războiului a fost cauzată și de tolerarea acestui act de insubordonare de comandantul operațiunilor, Serghei Kamenev, care în plus a emis numeroase ordine confuze sau contradictorii și nu a acționat cu fermitatea cerută unui militar aflat într-o poziție atât de importantă. 

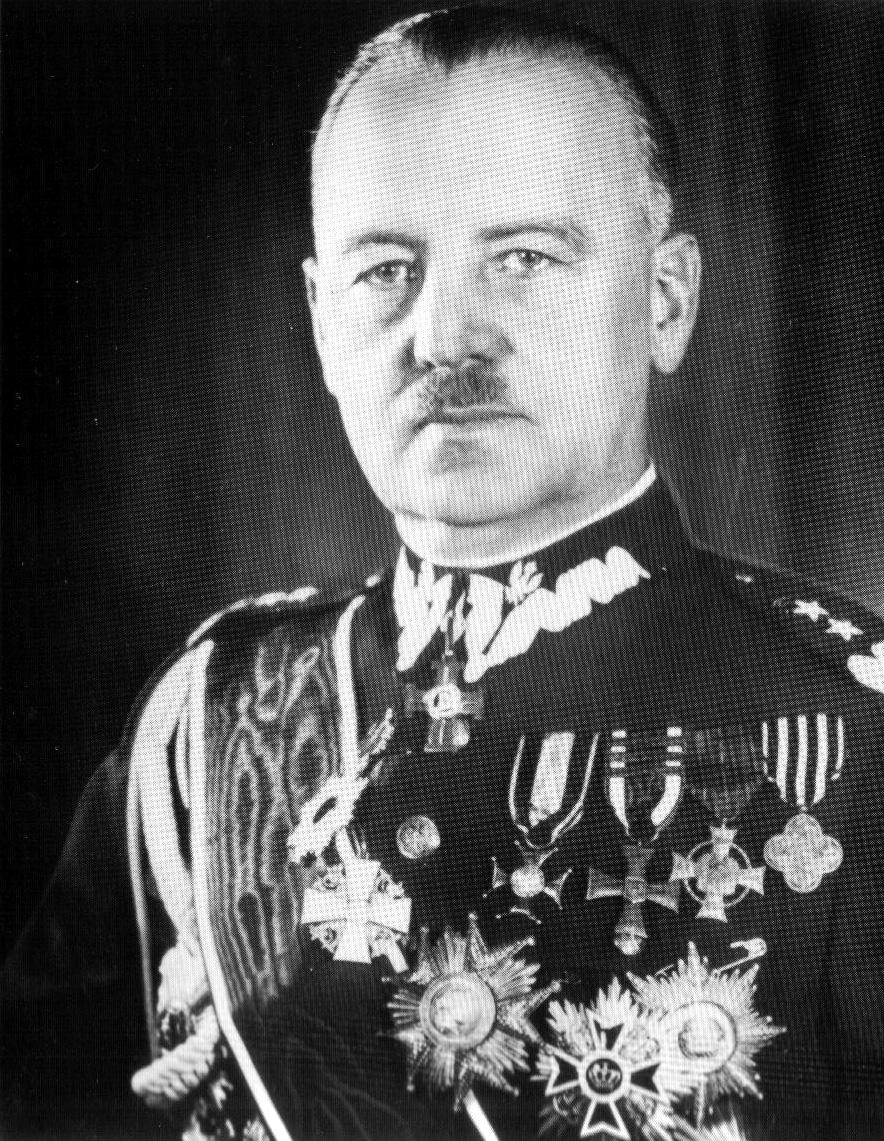
Generalul polonez Władysław Sikorski.

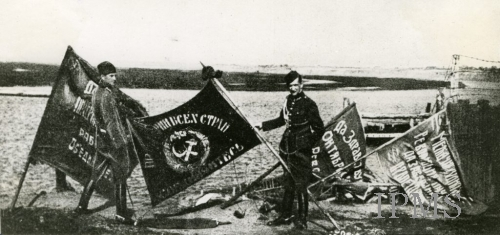
Sodați polonezi afișând drapele sovietice capturate după Bătălia de la Varșovia

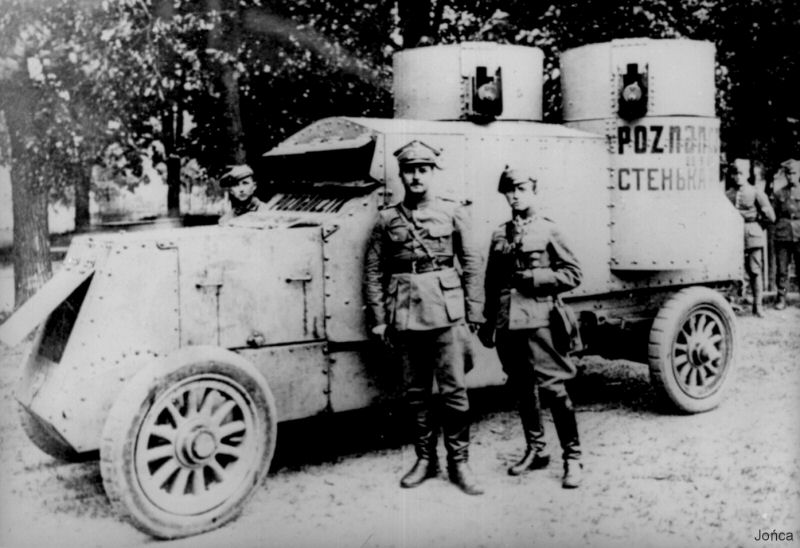
Mașină blindată «Austin-Putilovets» capturată de polonezi lângă Bobruysk în timpul războiului polono-sovietic

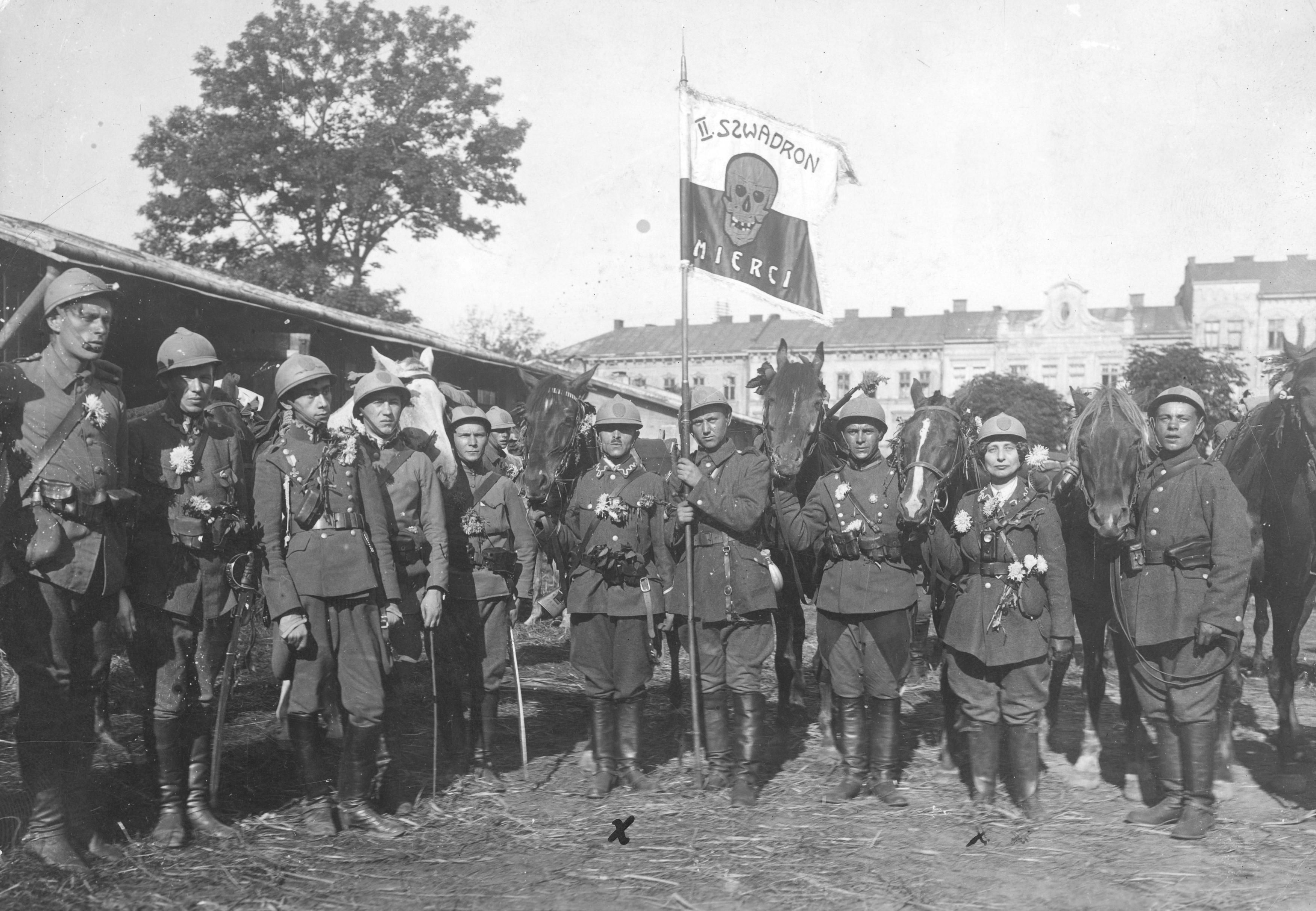
Voluntari polonezi din Lwów din Escadronul Morții. Fotografie din 1920.

Armata a V-a poloneză de sub comanda generalului Władysław Sikorski a contraatacat pe 14 august la fortăreața Modlin, forțând cursul râului Wkra. Polonezii au trebuit să facă față Armatelor a III-a și a XV-a sovietice, superioare numeric și mai bine echipate. După doar o zi, atacurile sovietic asupra Varșoviei și Modlinului fuseseră oprite și, în final, rușii au trebuit să se retragă. Armata a V-a a lui Sikorski a împins neîncetat forțele sovietice epuizate spre est cu o viteză de 30 de kilometri pe zi, reușind ca prin manevre fulgerătoare să distrugă toate speranțele bolșevice de reușită a manevrei de învăluire de la nord. Până pe 16 august, contraofensiva poloneză a fost completată de atacul "Armatei de Rezervă" condusă personal de Piłsudski. Executând precis planurile lui Piłsudski, forțele poloneze avansând dinspre sud au găsit o spărtură uriașă între fronturile rusești și au exploatat slăbiciunea forțelor sovietice care se presupunea că ar fi putut apăra acest punct de joncțiune. Polonezii au continuat atacul către nord cu două armate, urmărind și distrugând inamicul surprins. Ei au ajuns până în spatele liniilor lui Tuhacevski, pe care le-au încercuit până pe 18 august. În aceeași zi, Tuhacevski, aflat în cartierul său general din Minsk la 450 de kilometri depărtare de front, și-a dat seama de proporțiile înfrângerii sovietice și a ordonat restului forțelor sale să se retragă și să se regrupeze. El a sperat să-și întărească linia întâi, să oprească atacul polonez și să recâștige inițiativa, dar ordinele date în acest scop au ajuns prea târziu, ori nu au mai ajuns deloc.
Armatele sovietice din centru s-au prăbușit în haos. Tuhacevski a ordonat o retragere generală dincolo de râul Bug, dar a pierdut contactul cu cea mai mare parte a forțelor bolșevice din jurul Varșoviei și toate planurile sovietice s-au pierdut în dezordinea datorată pierderii comunicațiilor.
Armatele bolșevice s-au retras în dezordine, divizii întregi intrând în panică și dezintegrându-se. Înfrângerea Armatei Roșii a fost de-o asemenea amploare și atât de neașteptată încât, ca urmare a instigărilor detractorilor lui Piłsudski, bătălia de la Varșovia este deseori numită în Polonia și "Miracolul de pe Vistula". Documente descoperite de abia în 2004 în Arhiva Militară Centrală Poloneză dovedesc că succesul înregistrat de cript-analiștii polonezi conduși de Jan Kowalewski, care au spart cifrul comunicațiilor radio ale Armatei Roșii, a jucat un rol de primă importanță în obținerea victoriei.

##### Înfrângerea lui Budionnîi
Înaintarea Armatei I de cavalerie de sub comanda lui Budionnîi spre Lwów a fost oprită pentru prima oară în Bătălia de la Brody (29 iulie – 2 august) și mai apoi pe 17 august în bătălia de la Zadwórze, când militarii unei forțe mici poloneze s-au sacrificat în luptă pentru a împiedica cavaleria sovietică să cucerească orașul și să oprească întăririle poloneze să se îndrepte spre Varșovia. Pe 29 august, cavaleria lui Budionnîi, străbătând zone slab apărate, a ajuns în dreptul orașului Zamość pe a încercat să-l cucerească. Cum în zonă începuseră să vină întăriri poloneze eliberate din fața capitalei după victoria din bătălia de la Varșovia, Budionnîi au pus capăt asediului Lwówului pe 31 august, încercând într-un târziu să vină în sprijinul forțelor sovietice care se retrăgeau după înfrângere. Forțele lui Budionnîi au fost interceptate de cavaleria poloneză la Komarów, lângă Zamość, în ceea ce este considerată cea mai mare bătălie de cavalerie de după 1813 și una dintre cele mai mari lupte de acest fel din istorie. Cavaleria lui Budionnîi a reușit să evite încercuirea, dar moralul sovieticilor a ajuns la cele mai scăzute cote. Rămășitele Armatei I de cavalerie s-au retras către Włodzimierz Wołyński pe 6 septembrie și au fost spulberate în Bătălia de la Hrubieszów.
Tuhacevski a reușit până la urmă să organizeze retragerea către est și, în septembrie, a organizat o nouă linie defensivă care se întindea la nord de la granița polono-lituaniană spre sud, în zona mlăștinoasă Polesie, având centrul în orașul Grodno din Belarus. Pentru a distruge apărarea sovietică, armatele poloneze au trebuit să lupte în bătălia de pe râul Niemnem. Polonezii au traversat râul Niemnem și au depășit prin flancuri unitățile bolșevice, care au fost obligate să se retragă din nou. Polonezii au continuat să avanseze pe toate fronturile, repetând succesele din anul precedent. După bătălia de pe râul Szczara de la mijlocul lunii octombrie, armata poloneză a atins aliniamentul Tarnopol-Dubno-Minsk-Drisa.
În sud, forțele lui Petliura au înfrânt Armata a XIV bolșevică, iar pe 18 septembrie au preluat controlul asupra malului stâng al râului Zbruci. În luna care a urmat, forțele lui Petliura au înaintat pe linia Nistru- Bra-Litîn.

#### Sfârșitul războiului
Bolșevicii au cerut încetarea ostilităților la scurtă vreme după înfrângerea dela Varșovia iar polonezii, epuizați și continuu presați de guvernele occidentale și Liga Națiunilor, având însă controlul asupra majorității teritoriilor în litigiu, au căzut de acord să înceapă negocierile de pace. Sovieticii au făcut două propuneri, una pe 21 septembrie și a doua o săptămână mai târziu. Delegația poloneză a înaintat o contraofertă pe 2 octombrie. Trei zile mai târziu, sovieticii au prezentat amendamente la oferta poloneză, pe care Varșovia le-a acceptat. Tratatul preliminar de pace și condițiile armistițiului dintre Polonia pe de-o parte și Rusia și Ucraina sovietice au fost semnate pe 12 octombrie, iar armistițiul a intrat în vigoare pe 18 octombrie. Documentele de ratificare ale armistițiului au fost schimbate pe 2 noiembrie la Liepāja (Letonia). După această dată au început un proces mai lung al negocierilor tratatului de pace.
Între timp, forțele ucrainenilor lui Petliura, care numărau aproximativ 23.000 de soldați și controlau teritoriile învecinate cu frontiera Poloniei, au plănuit o ofensivă împotriva bolșevicilor pentru data de 11 noiembrie. Cu o zi mai înainte de această dată, forțele lui Petliura au fost atacate de bolșevici și, după o serie de lupte, au fost alungate din Ucraina în teritoriul aflat sub controlul Poloniei.

## Urmări
Istoricului britanic A. J. P. Taylor consideră că războiul polono-bolșevic „a determinat în mare măsură cursul istoriei europene pentru următorii 20 de ani sau mai mult. […] Fără să o recunoască și aproape în mod inconștient, liderii sovietici au abandonat cauza revoluției internaționale”. Au mai trecut încă două decenii până când armatele bolșevice să fie trimise peste graniță să „facă revoluție”. Sociologul american Alexander Gella consideră că „Victoria poloneză a asigurat douăzeci de ani de independență nu doar pentru Polonia, dar cel puțin pentru o întreagă parte centrală a Europei”.

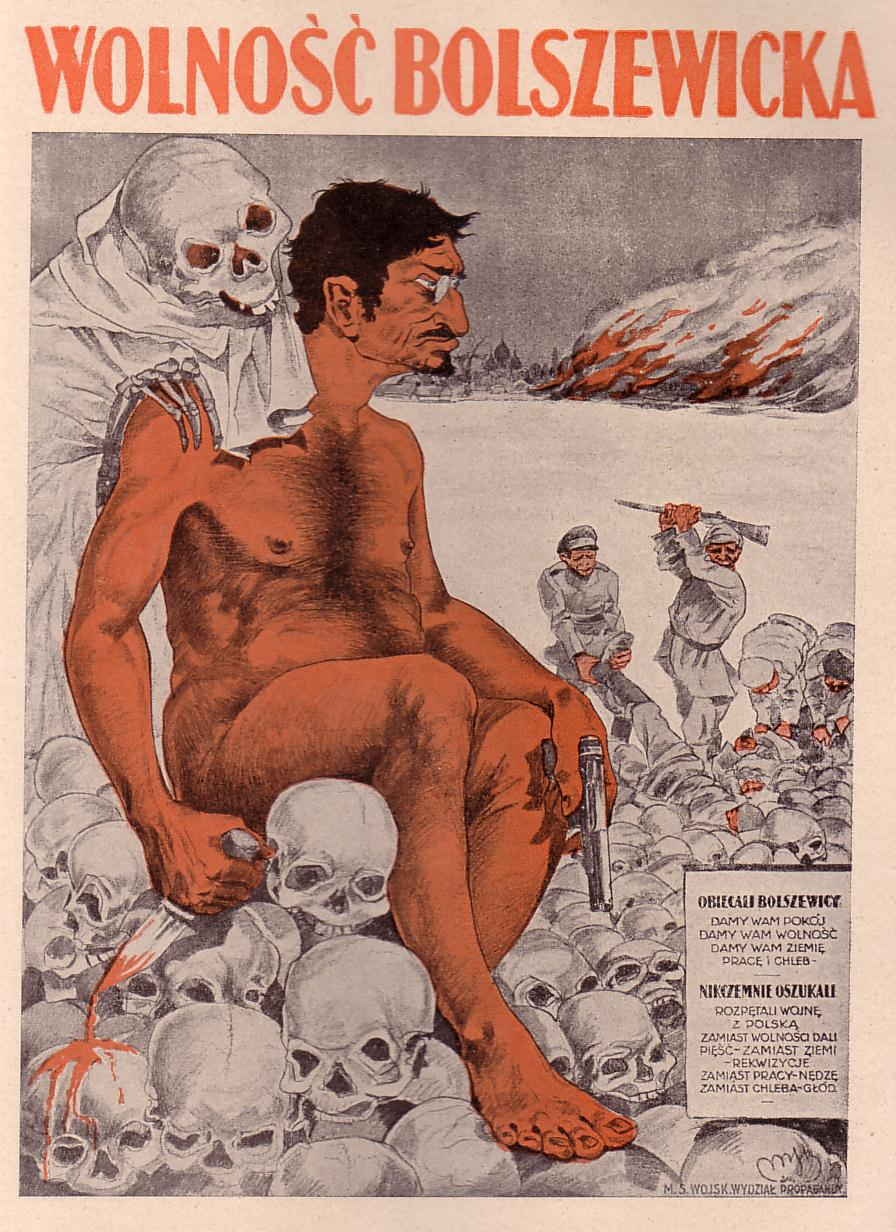
Poster de propagandă poloneză. Lev Troțki este prezentat nud, iar titlul este „Libertatea bolșevică”.

După negocierile de pace, Polonia nu a păstrat controlul asupra tuturor teritoriilor pe care le cucerise la sfârșitul războiului. Date fiind pierderile din timpul și după bătălia de la Varșovia, sovieticii au oferit delegației poloneze concesiuni teritoriale însemnate în regiunile aflate în dispută. Noile granițe corespundeau cu aproximație frontierelor Rzeczpospolita Obojga Narodów mai înainte de împărțirea acesteia din 1772. Polonia era secătuită, iar populația țării nu mai dorea prelungirea războiului. Guvernul polonez s-a aflat în tot acest timp sub presiunea Ligii Națiunilor. Negociatorii polonezi erau controlați de democrat-naționalii lui Dmowski. Deși Piłsudski controla armata, Seimul Poloniei era controlat de Dmowski. Piłsudski se bucura de sprijin în teritoriile din răsărit, care fuseseră sub controlul bolșevicilor atunci când fuseseră organizate aleterile parlamentare, în vreme ce bazinul electoral al democraților se afla în centrul și vestul Poloniei. Negocierile de pace au purtat un caracter politic. Democrații, precum Stanisław Grabski, care demisionaseră din guvern ca formă de protest împotriva alianței cu ucrainenii lui Petliura  și care acum conduceau negocierile de pace, nu erau interesați de planurile lui Piłsudski de creare a Międzymorze, o Rzeczpospolita Obojga Narodów reînviată. Astfel de abordări politice au dus la pieirea proiectului Międzymorze. Aproximativ un milion de polonezi au rămas în afara granițelor Poloniei și au fost supuși persecuțiilor sovietice pe motive politice, economice și religioase. (Vedeți și:Operațiunea poloneză a NKVD (1937–1938)).
Democrații aflați la conducerea statului  nu au fost preocupați deloc de soarta lui Petliura și oamenilor săi și nu le-a păsat că oponentul lor politic, Piłsudski, considera că polonezii au datorie de onoare față de ucraineni. Democrații doreau să păstreze doar teritoriul considerat „polonez din punct de vedere etnic sau istoric” sau care putea fi polonizat. În ciuda victoriei zdrobitoare a Armatei Roșii și a disponibilității negociatorului sovietic Adolf Joffe de renunțare la aproape toate teritoriile aflate în dispută, ideologia național-democrații le-a permis sovieticilor să recupereze anumite teritorii. Pacea de la Riga a fost semnată pe 18 martie 1921 și a dus la împărțirea teritoriilor în litigiu din Belarus și Ucraina între Polonia și Rusia. Tratatul, pe care Piłsudski l-a numit „un act de lașitate” și pentru care și-a cerut scuze ucrainenilor, a violat în mod clar termenii alianței militare a Poloniei cu Directoratul Ucrainei, care interziceau în mod clar semnarea unei păci separate cu rușii. Aliații ucraineni ai polonezilor s-au trezit în situația de a fi internați în lagăre de autoritățile Varșoviei. Acest fapt a dus la înrăutățirea relațiilor dintre polonezi și minoritatea ucraineană. Cei care îl sprijiniseră pe Petliura erau înfuriați de trădarea aliaților lor, furie care a fost sporită de politicile poloneze de asimilare forțată a minorităților în perioada interbelică. Se poate spune că acestea au fost unele dintre cele mai importante cauze ale violențelor împotriva polonezilor din Volânia din deceniile al patrulea și al cincilea.
Războiul și urmările sale au dus la apariția unor noi controverse, precum cea a situației prizonierilor de război ruși sau sau a celor polonezi, atitudinea față de populația civilă  sau comportamentul abuziv al unor comandanți precum Stanisław Bułak-Bałachowicz ori Vadim Iakovlev. Succesele militare din toamna anului 1920 i-a permis Poloniei să ocupe Vilniusul și regiunea înconjurătoare, unde a creat un Comisiei de Conducere al Lituaniei Centrale (Komisja Rządząca Litwy Środkowej). A fost organizat un plebiscit, iar Seimul din Vilnius a votat pe 20 februarie 1922 pentru alipirea la Polonia. Aceasta a dus la înrăutățirea relațiilor polono-lituaniene pentru deceniile care aveau să vină. Pe de altă parte, pierderea Vilniusului se poate spune că a salvat existența statului lituanian în perioada interbelică. În ciuda tratatului cu sovieticii din 1920 și a războiului cu Polonia, Lituania a fost aproape de a-și pierde statalitatea și a fi invadată și transformată în republică sovietică în 1920. Doar victoria poloneză în Războiul polono-sovietic i-a împiedicat pe sovietici să își ducă la împlinire planurile și a facilitat existența unei Lituanii independente. O altă controversă este legată de pogromurile antievreiești, care au cauzat reacția SUA, care au trimis o comisie condusă de ambasadorul Henry Morgenthau, Sr. să cerceteze problema.

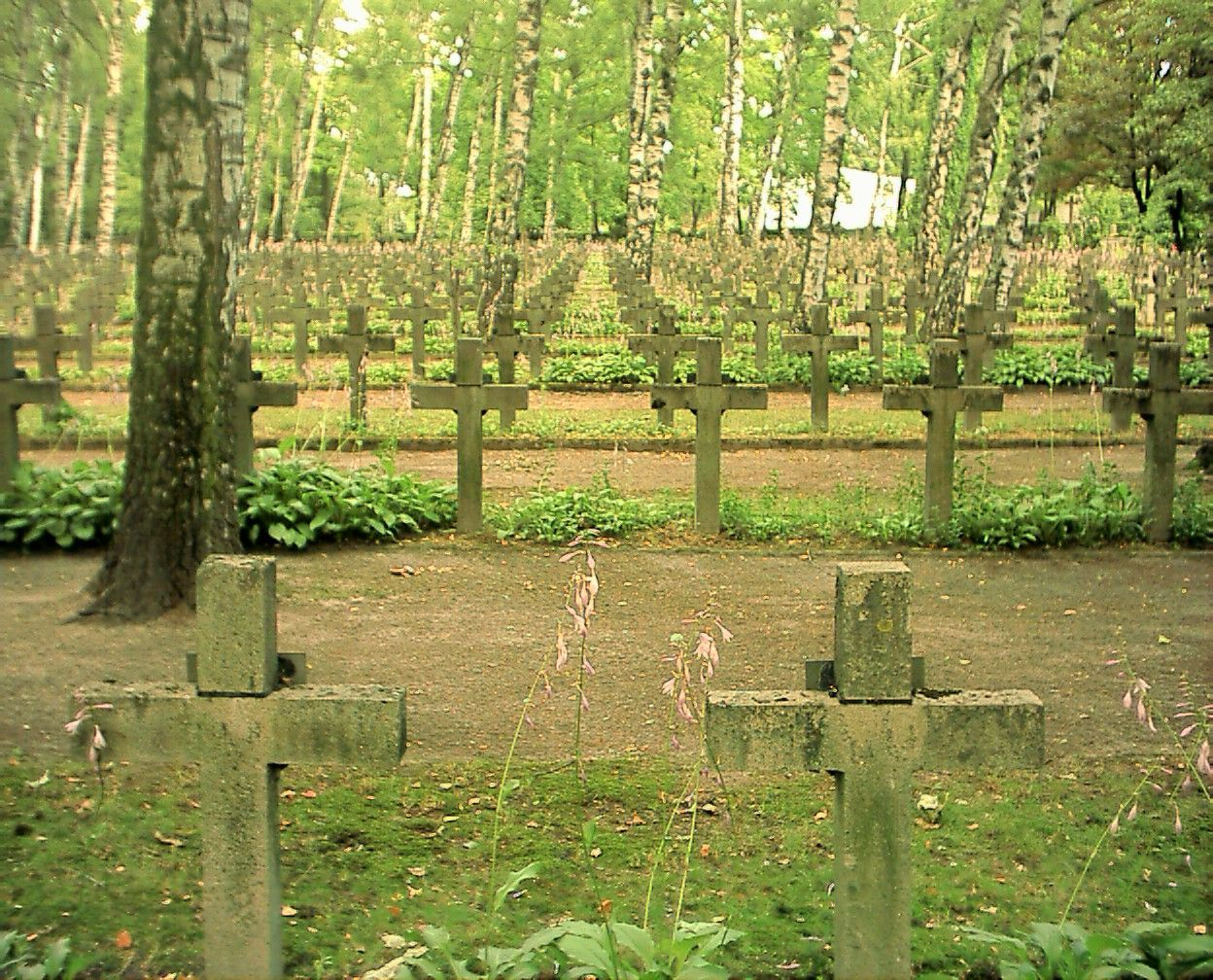
Mormintele soldaților polonezi căzuți în Bătălia de la Varșovia din Cimitirul militar Powązki din Varșovia

Strategia militară din Războiul polono-sovietic l-a influențat pe Charles de Gaulle, în acea perioadă consilier militar al Armatei poloneze. El și Władysław Sikorski au fost singurii ofițeri care dată fiind experiența lor din acest război au prevăzut în mod corect modul în care se va desfășura următoarea mare conflagrație. Deși ei nu au reușit în perioada interbelică să își convingă camarazii să se folosească de lecțiile rezultate din războiul polono-sovietic, ei au ajuns la începutul celui de-al Doilea Război Mondial la comanda lor forțelor armate din exil. Războiul polono-sovietic a influențat doctrina militară poloneză, care pentru următorii 20 de ani a pus un accent deosebit pe mobilitatea unităților de elită de cavalerie.
În 1943, într-o perioadă în care a doua conflagrație mondială era departe de a se fi încheiat, subiectul granițelor răsăritene ale Poloniei a fost redeschis și a fost dezbătut în timpul Conferinței de la Teheran. Winston Churchill era în favoarea graniței stabilită prin Linia Curzon și nu a celei stabilite prin Tratatul de la Riga, iar o decizie finală cu privire la subiect a fost luată la Conferința de la Ialta din 1945. Aliații occidentali, în ciuda faptului că au avut tratate de alianță cu Polonia și fără să ia în considerație contribuția polonezilor la victoria finală, au lăsat Polonia să cadă în sfera de influență a Uniunii Sovietice. Acest fapt avea să fie numit în Polonia „Trădarea occidentală”.
Până în 1989, atâta vreme cât comuniștii au avut puterea în Republica Populară Polonă, Războiul polono-sovietic a fost un subiect evitat sau minimalizat în istoria oficială din Polonia cât și din alte țări ale blocului sovietic, sau a fost prezentat ca o parte a intervenției străine în timpul Războiului Civil Rus.
Locotenentul polonez Józef Kowalski a fost ultimul veteran al acestui război. El a fost decorat cu Ordinul Polonia Restituta la cea de-a 110-a aniversare a zilei de naștere. Kowalski a murit pe 7 decembrie 2013, la vârsta de 113 ani.

## Puncte de vedere istorice
În ciuda retragerii forțelor Rusiei și a anihilării armatelor lor terestre, istoricii nu sunt cu toții de acord să considere că războiul s-a încheiat cu o victorie poloneză. Polonezii revendică apărarea încununată de succes a patriei, în vreme ce sovieticii se mândresc cu respingerea invazie poloneze în Ucraina și Belarus, considerată parte a intervenției străine în războiul civil.

## Lista bătăliilor războiului polono-sovietic
Pentru o listă cronologică a celor mai importante bătălii ale războiului polono-sovietic, vezi Lista bătăliilor războiului polono-sovietic.

## Vedeți și:
- Biuro Szyfrów
- Republica Sovietică Socialistă Lituaniano-Bielorusă (Litbel)
- Războiul de eliberare al Estoniei
- Războiul polono-ucrainean
- Trădarea occidentală

## Biliografie
- Babel’, Isaak Emmanuilovich (2003).  Babel, Nathalie; Constantine, Peter (translator), ed. Red Cavalry [Конармия]. New York: W. W. Norton. ISBN 978-0-393-32423-5. Accesat în 29 octombrie 2010.
- Davies, Norman Richard (2003) [1972]. White Eagle, Red Star: the Polish-Soviet War, 1919–20 (ed. New). New York: Pimlico / Random House Inc. ISBN 978-0-7126-0694-3.
- Fiddick, Thomas C., "The 'Miracle of the Vistula': Soviet Policy versus Red Army Strategy", The Journal of Modern History, vol. 45, no. 4 (Dec. 1973), pp. 626–643.
- Fiddick, Thomas C., Russia's Retreat from Poland, 1920, Macmillan Press, 1990, ISBN 978-0-333-51940-0
- Ponichtera, Robert M. and David R. Stone, "The Russo-Polish War", The Military History of the Soviet Union New York, Palgrave, 2002, ISBN 978-0-312-29398-7.
- Wandycz, Piotr, "General Weygand and the Battle of Warsaw", Journal of Central European Affairs", 1960.
- Watt, Richard M., Bitter Glory: Poland and Its Fate, 1918–1939, New York, Hippocrene Books, 1998, ISBN 978-0-7818-0673-2.
- Zamoyski, Adam. 0-00-722552-0 Warsaw 1920: Lenin's Failed Conquest of Europe. Harper Collins, 2008. ISBN 978-0-00-722552-1

#### Poloneză
- Cisek, Janusz (1990). Sąsiedzi wobec wojny 1920 roku. Wybór dokumentów. London: Polish Cultural Foundation Ltd. ISBN 978-0-85065-212-3.
- Czubiński, Antoni, Walka o granice wschodnie Polski w latach 1918–1921, Instytut Śląski w Opolu, Opole, 1993
- Drozdzowski, Marian Marek (ed.), Międzynarodowe aspekty wojny polsko-bolszewickiej, 1919–1920. Antologia tekstów historycznych, Instytut Historii PAN, 1996, ISBN 978-83-86417-21-6
- Golegiewski, Grzegorz, Obrona Płocka przed bolszewikami, 18–19 sierpnia 1920 r., NOVUM, 2004, ISBN 978-83-89416-43-8
- Kawalec Tadeusz, Historia IV-ej Dywizji Strzelców Generała Żeligowskiego w zarysie, Gryf, 1993, OCLC 32178695.
- Konieczny, Bronisław, Moje życie w mundurze. Czasy narodzin i upadku II RP Księgarnia Akademicka, 2005 ISBN 978-83-7188-693-5
- Kopański, Tomasz Jan, 16 (39-a) Eskadra Wywiadowcza 1919–1920, Wojskowy Instytut Historyczny, 1994, ISBN 978-83-901733-5-1
- Kukiel, Marian, Moja wojaczka na Ukrainie. Wiosna 1920, Wojskowy Instytut Historyczny, 1995, ISBN 978-83-85621-74-4
- Łukowski, Grzegorz, Walka Rzeczpospolitej o kresy północno-wschodnie, 1918–1920. Polityka i dzialania militarne., Wydawnictwo Naukowe Universytetu Adama Mickiewicza, Poznań, 1994, ISBN 978-83-232-0614-9
- Pruszyński, Mieczysław, Dramat Piłsudskiego: Wojna 1920, Polska Oficyna Wydawnicza BGW, 1995, ISBN 978-83-7066-560-9
- Odziemkowski, Janusz, Leksykon Wojny Polsko-Rosyjskiej 1919–1920, Rytm, 2004, ISBN 978-83-7399-096-8
- Rozstworowski, Stanisław (ed.), Listy z wojny polsko-bolszewickiej Adiutor, 1995, ISBN 978-83-86100-11-8
- Sikorski, Władysław (1991) [1928]. Nad Wisłą i Wkrą. Studium do polsko–radzieckiej wojny 1920 roku (ed. latest). Warsaw: Agencja Omnipress. ISBN 978-83-85028-15-4.
- Szczepański, Janusz (1995). Wojna 1920 na Mazowszu i Podlasiu). Wyższa Szkoła Humanistyczna / Gryf. ISBN 978-83-86643-30-1.

#### Rusă
- Мельтюхов, Михаил Иванович) (2001). Советско-польские войны. Военно-политическое противостояние 1918—1939 гг. Moscova: Вече. ISBN 978-5-699-07637-6. Accesat în 29 octombrie 2010.